# リップル (企業)
リップル（Ripple Labs Inc.）は、アメリカ合衆国カリフォルニア州サンフランシスコに本社を置く、分散型台帳技術を利用した即時グロス決済システムを開発するフィンテック企業である。「リップル・トランザクション・プロトコル（RTXP）」と呼ばれる分散型の決済プロトコルを応用したクロスボーダー決済ソリューションを開発・販売している。リップル社が構築する分散型のクロスボーダー決済ネットワークでは、デジタル資産 XRP（エックスアールピー）が利用されている。同社は、「価値のインターネット」（Internet of Value）のビジョンを掲げ、情報のインターネットで情報が瞬時にやり取りできるように、価値を瞬時に移動させられる分散型のネットワークを構築することを目指している。
リップル社の企業評価額は、2022年1月にシリーズCの資金調達ラウンドから株式を買い戻したことで150億ドル（約1兆7,250億円）に到達した。この企業評価額は、未上場のフィンテック企業としては決済企業 Stripe に次ぐ世界第2位に位置する。また、同社は、同時期の同社が手がけるクロスボーダー決済ネットワークの年間取引高は100億ドル（約1兆1,506億円）を超えていると発表している。2022年第4四半期の XRP マーケットレポートによれば、同社のクロスボーダー決済ネットワークの立ち上げから約60％の送金が XRP を利用して行われた。2024年には、90以上のペイアウト市場に対応し、累計取引額が700億ドル以上に達したことが報告された。
米国証券取引委員会（SEC）は、2020年12月にリップル社とその役員2人を証券法第5条違反とその幇助で提訴したが、連邦地裁は2023年7月の略式判決の中でリップル社の機関投資家に対するXRP販売を証券法第５条違反としたものの、リップル社や役員の個人に対する市場でのプログラム販売は違反ではないとした。2023年10月、SECはリップル社の役員2人に対する訴訟を取り下げた。2025年5月、SECとリップル社は和解合意書を連邦地裁に共同で提出した。

## 沿革

### The Ripple Project（2004年～2009年）
2004年4月、バンクーバーでローカルな為替取引システムの開発をしていたライアン・フッガーは、非中央集権的な通貨システムを考案し、「Money as IOUs in Social Trust Networks & A Proposal for a Decentralized Currency Network Protocol」（社会的信頼ネットワークにおける IOU としての貨幣と分散型通貨ネットワーク・プロトコルの提案）として発表した。このホワイトペーパーにおいて、ライアン・フッガーは、現代の金融システムがどのように IOU（借用証書）を基に機能しているかを説明し、友人や社会的な信頼ネットワーク内で IOU がどのように使用されるかについて考察した。さらに、中央集権的な金融機関や政府に代わり、個人間の信用に基づく分散型の通貨ネットワーク・プロトコルとその実装を提案した。この通貨ネットワークは、個々の信用を通じた価値の交換を可能にし、より民主的で効率的な金融システムを目指すものであった。
その後、ライアン・フッガーは、The Ripple Project を立ち上げ、2005年にこのシステムの最初の実装となる RipplePay.comを構築し、ソースコードをGNU General Public Licenseで公開した。この Ripple と呼ばれるシステムは、あるコミュニティ通貨のユーザーが他のコミュニティ通貨のユーザーに支払いをしたり、他のコミュニティ通貨のユーザーからの支払いを受け取ったりする方法を提供した。Ripple を使用することで、2種類の異なる通貨を使用する人が、自分がメンバーとなっている2つの通貨コミュニティ間の取引のブローカーまたは仲介者として簡単に機能することができた。また、Ripple は、2つ以上の仲介者のチェーンを発見するためのプロトコルであり、共通のメンバーを持たない2つの通貨コミュニティ間での支払いを実現した。このオリジナルの Ripple は、デジタル化されたハワラネットワークのようなアイデアであったが、サーバーは集中管理型のシステムであった。ライアン・フッガーによって考案された Ripple プロトコルは、Multiswap.net、Rain Droplet、Shire Hours、Villages.cc などの複数のプラットフォームに実装された。
ライアン・フッガーは、2006年頃から中央サーバーを必要とする集中管理型システムの弱点を克服するために、P2Pバージョンの Ripple の開発に着手し始めたが、2009年7月に Ripple プロジェクトを一時停止することを宣言した。ライアン・フッガーは、休止の理由として、ネットワーク効果の問題、つまりユーザー数が少ないと有用性が低く、有用性が低いとユーザーが増えないという「鶏と卵」の問題にプロジェクトが直面していたと説明している。また、この課題を克服する明確な方法が見つかるまで、Ripple コンセプトの技術開発を一時停止すると述べた。しかし、複数の通貨にまたがるピア・ツー・ピアの迅速な決済を可能にする柔軟なテクノロジーというコアコンセプトは、後に誕生する分散型台帳を統合した次世代バージョンの Ripple に多大な影響を与えた。

### Ripple Labsの誕生（2011年～2014年初期）
2011年5月、マウントゴックスの創業者として知られるジェド・マケーレブは、「Bitcoin without mining」と題した bitcointalk.org のフォーラムへの投稿の中で、ビットコインが採用するプルーフ・オブ・ワークの仕組みとは異なる、新しいコンセンサス・メカニズムの基本的なコンセプトを発表した。同氏は、マイニングプールによるビットコインのマイニングの寡占化とエネルギー効率の問題を指摘した上で、ビットコインとは対照的に人々の信頼に基づくコンセンサスの仕組みを提案した。これに対し、ビットコインの初期の開発者のマイク・ハーンが、人々の相互信頼関係に基づく通貨ネットワークとしてRippleが存在することを指摘したことから、ジェド・マケーレブはライアン・フッガーが考案したRippleプロトコルの存在を知ることとなった。そして、マケーレブは「NewCoin」と名付けたこれらのコンセプトを、ビットコインの初期の開発者の一人であるデイビッド・シュワルツとコーヒー・ショップで共有し、その実現可能性を模索し始めた。
2011年下旬、ジェド・マケーレブのプロジェクトにデイビッド・シュワルツが参加し、信頼されたネットワークのメンバーの合意によって取引が確認される新しいコンセプトのデジタル通貨システムの開発がスタートした。このシステムの最初のコード・コミットは2011年10月15日にジェド・マケーレブによって行われ、デイビッド・シュワルツによる最初のコード・コミットが同年11月12日に行われた。2012年2月、このプロジェクトにアーサー・ブリットが参画し、彼の知的財産が提供されたことによって、Rippleプロトコルと信頼に基づくコンセンサス・アルゴリズムを統合したリップル・コンセンサス・レジャー（Ripple Consensus Ledger）と呼ばれる分散型台帳が誕生した。2012年6月2日、リップル・コンセンサス・レジャー上に、1000億ユニットのXNS（現在のXRP）と呼ばれるデジタルトークンが発行された。
2012年夏頃、アメリカ初のクラウドファンディング企業Prosper Marketplaceの創業者として知られるクリス・ラーセンが、ジェド・マケーレブ等のプロジェクトに参加した。2012年8月、クリス・ラーセンとジェド・マケーレブ等のチームは、Rippleプロトコルを考案したライアン・フッガーに、彼らが開発したデジタル通貨を統合する新しいRippleのアイディアを持ちかけた。Rippleコミュニティの長年のメンバーとの話し合いの結果、ライアン・フッガーはRippleプロジェクトの指揮権を彼らのチームに譲渡した。2012年9月、ライアン・フッガーからRippleの経営権を取得したクリス・ラーセンとジェド・マケーレブは、NewCoin Inc.（現在のリップル社）を共同設立し、リップル・トランザクション・プロトコル（Ripple Transaction Protocol：RTXP）を統合したオープンソースの分散型台帳を応用するエンタープライズ製品の開発を開始した。クリス・ラーセンとジェド・マケーレブは、それぞれ同社の最高経営責任者と最高技術責任者に就任した。リップル・コンセンサス・レジャーのネットワーク創設者たちは同月、トークンの発行者としての法的なリスクを負うため発行されたトークンの20％を保持し、残りの80％をライアン・フッガーの事業を継承した法人に譲渡した。
2012年10月、NewCoin社は社名をOpenCoin Inc.に変更し、開発チームにビットコイン・コミュニティの中心的なメンバーの一人で、JavaScript版のビットコインの最初の実装であるBitcoinJSを開発したことでも知られるステファン・トーマスを迎えたことで、同社のRippleプロトコルをベースとするシステムが更に洗練されるきっかけとなった。2012年11月、リップル・コンセンサス・レジャーのXNSトークンの名称が変更され、現在のXRPになった。
2013年4月には、アンドリーセン・ホロウィッツを含む複数のベンチャーキャピタルからエンジェルラウンドで150万ドルの資金調達を行い、ジョイス・キムとエリック・ナカガワによって共同設立された SimpleHoneyを買収した 。また、翌月には、エンジェル投資の第二ラウンドを通じて、Googleの投資部門のGoogle Venturesなどからも140万ドルを資金調達した。設立から資金調達まで順調に思えたOpenCoin社であったが、同年7月、XRPの分配方針などでクリス・ラーセン等と意見が対立した共同創業者のジェド・マケーレブは、最高技術責任者を辞任することとなった。この人事の穴を埋めるため、ステファン・トーマスがジェド・マケーレブに代わって同社の最高技術責任者に就任した。同年9月26日、社名を現在のRipple Labs Inc.に変更し、リップル社は新たなスタートを切った。
ジェド・マケーレブは2014年3月にリップル社の役員を辞任し、Rippleプロジェクトから正式に身を引くことが明らかとなった。この対立と騒動は、リップル社が保有するXRPをFacebookを通じて無償でプレゼントするというマケーレブの提案が取締役会で否決されたことに端を発したものであった。また、マケーレブは当初、発行されたXRPのうち55％を無償で分配したいとも述べていた。このXRPの分配方針に関する混乱の中、創業期から事業に関わっていたジェシー・パウエル（Kraken創業者）が同社の役員を辞任した。ジェシー・パウエルは、XRPLのネットワーク創設者たちが保有する20％のXRPについて、リップル社から彼らに譲渡されたものであるとの持論を展開した上で、出資比率に基づき一定割合のXRPが自身に分配されるべきであると主張していた。

### 銀行市場への参入（2015年～）
2015年10月、リップル社は同社のウェブサイトに「A New Chapter for Ripple」と題された記事を掲載し、正式に銀行市場に参入することを発表した。この発表に先立ち、リップル社はウェブサイト上でカウントダウンを実施した。そして、このプレスリリースの中で、RippleプロトコルとXRPを応用してクロスボーダー決済を実現するRipple ConnectとRipple Streamと呼ばれる2つの金融機関向けのエンタープライズ・ソリューションが発表された。これらは分散型台帳技術を応用した商業規模の銀行導入が行われる世界初のエンタープライズ・グレード製品であり、発表時点で既に銀行パートナーによるパイロット・プロジェクトでの製品テストが完了していた。また、これら2つの製品によって構成されるクロスボーダー決済ネットワークはRipple Networkと呼ばれた。
さらに、リップル社は「インターレジャー・プロトコル」（Interledger Protocol）と呼ばれる複数の異なる分散型台帳ネットワークを跨いだ決済を可能とするプロトコルを発表し、同社のエンタープライズ製品に統合することを明かした。この技術を用いると、例えば、ビットコインのブロックチェーン上でBTCの残高を保有する人がBTCを送金し、受取人はその送金をリップル・コンセンサス・レジャー上でXRPの残高として受け取ることが可能になる。これは、地球上のありとあらゆる種類の通貨ネットワーク間での支払いと受け取りを可能にする革新的な技術である。このインターレジャー・プロトコルは、リップル社のステファン・トーマスとエヴァン・シュワルツによって考案された。2015年11月、インターレジャー・プロトコルのリファレンス実装が「Five Bells」というコードネームで公開された。このコードネームは、現代のクリアリングハウスの起源となったシティ・オブ・ロンドンの酒場「ファイブ・ベルズ・タバーン」（Five Bells Tavern）に由来する。世界経済フォーラムは、これらの技術革新の功績を称え、リップル社を2015年のテクノロジー・パイオニアに選出した。この発表を受け、DHコーポレーション(D+H)、ボランテ・テクノロジーズ、IntellectEU、CGI、アクセンチュアなどの企業が、自社が開発・提供するコア・バンキング製品（銀行の基幹システム）にリップル社の製品を統合することを発表した。
2016年9月、バンク・オブ・アメリカ、カナダロイヤル銀行、サンタンデール銀行、スタンダード・チャータード銀行、ウニクレーディト・イタリアーノ、ウエストパック銀行がリップル社のクロスボーダー決済ネットワークを利用する世界初のインターバンク・グループとなる「Global Payments Steering Group（GPSG）」を設立し、カナダ帝国商業銀行（CIBC）もこのグループに参加した。

### RippleNetの誕生（2017年～）
2017年5月、リップル・コンセンサス・レジャーにインターレジャー・プロトコルが実装され、現在の「XRP Ledger」に改名された。同年7月、リップル社は xCurrent、xRapid、xVia と呼ばれるインターレジャー・プロトコルを統合した3つの金融機関向けのエンタープライズ製品と、それによって構築されるクロスボーダー決済ネットワークの RippleNet を発表した。RippleNet は2015年10月にリリースされた Ripple Network にインターレジャー・プロトコルを統合したものであった。従来の Ripple Network では、送金に利用される通貨（IOU）が XRP Ledger 上で発行されていたが、インターレジャー・プロトコルを統合した RippleNet では、異なる台帳上に発行された通貨（IOU）を横断した決済が可能になり、より分散化された仕組みになった。
xCurrent は、コア・バンキング（銀行の基幹システム）に統合される銀行向けの製品で、従来のコルレス・リレーションシップを利用してインターレジャー・プロトコルによる銀行間決済を実現した。xCurrent は Rippleプロトコルにおける仲介者を銀行が担うのが特徴であった。xRapid は、インターレジャー・プロトコルを統合した XRP を利用してオンデマンドの流動性プールへのアクセスを提供することで、銀行を仲介者として利用しないクロスボーダー決済を実現する決済プロバイダー向けの製品であった。xVia は RippleNet のユーザーに xRapid によって構成される決済ネットワークにアクセスするための共通APIを提供した。これにより、同社のクロスボーダー決済ネットワークが XRP を利用することが正式に明らかとなったため、市場で取引される XRP の価格に大きな影響を与えることとなった。2017年10月、リップル社は RippleNet の参加金融機関の数が100を突破したことを発表した。2018年には MoneyGram や ウエスタンユニオン などの複数の送金会社が XRP を利用した送金を行う xRapid のパイロットテストを発表し、同年10月に MercuryFX、Cuallix、Catalyst Corporate Federal Credit Union を含む数社が xRapid の商用利用を開始した。
2019年10月には xCurrent と xRapid のプラットフォームと名称が、共通の「RippleNet」として統合され、xRapid は On Demand Liquidity（ODL）という名称に変更された。このプラットフォームの共通化によって、RippleNet を利用する銀行は流動性のオプションとして ODL で送金することも出来るようになった。2019年11月までに RippleNet を利用する金融機関の数は300を超えた。2022年1月、リップル社CEOのブラッド・ガーリングハウスは、RippleNet の年間取引高が100億ドル（約1兆1,506億円）を超えたと発表した。また、同社は2022年第4四半期の XRP マーケットレポートにおいて、同社のクロスボーダー決済ネットワークの立ち上げから約60％の送金が XRP を利用して行われたと公式に発表した。
RippleNetは後にRipple Paymentsへと名称が変更された。

### 中央銀行市場への参入（2021年～）

#### 中央銀行デジタル通貨（CBDC）
2021年9月、リップル社はブータン王国の中央銀行であるブータン王立財政庁との間で、リップル社の CBDC プライベートレジャーを使用して、中央銀行デジタル通貨（CBDC）のパイロットプロジェクトを開始することを発表した。この CBDC プライベートレジャーは XRP Ledger に基づいており、カーボンニュートラルで、従来のプルーフ・オブ・ワーク型ブロックチェーンよりもエネルギー効率が120,000倍高いとされた。また、このイニシアティブの主な目標は、ブータンの金融包摂を2023年までに85％に増加させることであるとされた。リップル社とブータン王立財政庁との間のこの協力は、金融包摂を強化し、国境を越えた取引を合理化するための CBDC の潜在能力を探求する上で重要なステップを示した。
2022年8月、リップル社は同社の公式ウェブサイトに CBDC ソリューションを紹介するページと動画を追加した。この中でリップル社は、同社が開発する CBDC ソリューションが、オープンソースの XRP Ledger を基盤とし、XRP をブリッジ資産として異なる中央銀行の台帳を接続することでクロスボーダー決済を実現できることを明かした。
2023年5月、リップル社は中央銀行、政府、金融機関が独自の中央銀行デジタル通貨を発行するための Ripple CBDC Platform を発表した。この発表に際し、2021年11月に国家ステーブルコインの発行でリップル社との提携を発表したパラオ共和国のスランゲル・ウィップス・ジュニア大統領は、「国家デジタル通貨の創設を支援するリップル社との提携は、パラオ国民により大きな金融アクセスを提供する金融イノベーションとテクノロジーをリードするという我々の取り組みの一環である」と述べた。リップル社から発表された Ripple CBDC Platform は、中央銀行、政府、金融機関に対し、デジタル通貨の製造ライフサイクルの各段階をカスタマイズする機能を提供し、デジタル通貨の発行、管理、流通、償還、廃棄などを高いセキュリティで行うことを可能にする。
また、リップル社はこの発表と平行して、香港金融管理局（HKMA）の e-HKD（デジタル香港ドル）の最初の試験運用プログラムの一環として、不動産資産のトークン化を実現するユースケースを提示する企業に選定されたことを明らかにした。e-HKD の試験運用プログラムでは、e- HKD に関連するアプリケーション、実装、および設計の問題について詳細な調査を行うために、様々な業界関係者と一連のパイロットが実施される。リップル社は、「現実資産（Real World Asset：RWA）のトークン化は2030年までに数兆ドル規模の産業になると予測されており、不動産などのコモディティをトークン化することは、金融サービスや政府セクターの中核的なユースケースとして支持を集めている」と説明している。また、リップル社のジェームズ・ウォリス（James Wallis）副社長は、同年7月に行われたインタビューの中で、まだアナウンスされていない国を含め、約10ヶ国の中央銀行がリップル社と既に協業しており、加えて約20ヶ国が同社の CBDC ソリューションの採用について協議を行っていることを明かした。
2023年6月、リップル社はコロンビアの中央銀行であるコロンビア共和国銀行、および Peersyst Technology と共に、コロンビアの情報通信技術省（MinTIC）と提携して、ブロックチェーン技術を活用した高額決済システムの改善を目指すパイロットプロジェクトの実施を発表した。このプロジェクトは、XRP Ledger を基盤としたリップル社のCBDCプラットフォームを活用して、ブロックチェーン技術がもたらすスピード、スケーラビリティ、透明性などの利点を公共部門での安全な取引に適用することを目的としている。
2023年11月、ジョージア国立銀行がデジタル・ラリ（CBDC）のパイロット・プロジェクトの最終選考で、技術パートナーとしてリップル社を選定したと発表した。この決定は、ジョージア国立銀行の内部および外部の専門家で構成される委員会により、2つのフェーズ（最終候補者によるプロジェクト実行計画の提出、テクノロジー・ソリューションのデモンストレーション）からなるコンペティションプロセスを経て行われた。ジョージア国立銀行のナテラ・トゥルナバ総裁代理は、「我々は、すべての候補者を徹底的に検討した結果、リップル社をデジタル・ラリ（GEL）パイロット・プロジェクトの公式技術パートナーとして選定できたことを嬉しく思います。委員会は、その技術的卓越性とチームの専門性によりリップル社を選定しました。私たちはリップル社とともに前進することを楽しみにしており、選考プロセスにおける他の参加企業の関心と努力に感謝しています」とコメントした。

#### 国家ステーブルコイン
2021年11月、パラオ共和国は XRP Ledger を利用した米ドルにペッグしたパラオ・ステーブルコイン（PSC）の発行でリップル社との提携を発表した。このパートナーシップでは、パラオ共和国向けのクロスボーダー決済と米ドルに裏付けされたデジタル通貨の戦略の開発に焦点が宛てられた。この発表の中で、リップル社は2022年に世界初の政府支援の国家ステーブルコインが実装される可能性に言及した。2023年7月、パラオ共和国はXRPL基盤のステーブルコインの試験運用を開始した。米ドル建てのパラオ・ステーブルコイン（PSC）は、カーボンニュートラルなブロックチェーンとして10年間にわたって非常に多くの取引実績を持つ XRP Ledger 上で発行され、プライバシーと安全性が担保された決済やトークン化された資産の容易な現金化を可能にした。この試験プログラムは段階的に実施され、7月から開始された試験プログラムの第1フェーズには、政府機関職員と現地事業者の約200人が参加した。この第1フェーズでは、パラオ・ステーブルコイン（PSC）の発行に2023年5月にリップル社から発表された Ripple CBDC Platform が利用された 。
2023年1月、モンテネグロ中央銀行（CBCG）は、中央銀行デジタル通貨（CBDC）または国家ステーブルコインの形で同国初のデジタル通貨を立ち上げるための戦略とパイロット・プログラムを開発することでリップル社と合意した。欧州中央銀行（ECB）は、ユーロ圏における安全で確実かつ実用的な電子決済の将来の手段として、「デジタルユーロ」のコンセプトの開発に取り組んでいる。モンテネグロは欧州連合（EU）には加盟していないが、ユーロを通貨として利用しており、自国通貨は持っていない。モンテネグロ中央銀行のラドイェ・ジュギッチ総裁は、「モンテネグロ中央銀行は、各国の最新の銀行動向に従うことを約束する中央銀行として、効率的な金融システムの維持を積極的に確保している。我々は、CBDC またはステーブルコインを作成するためのパイロット・プロジェクトでリップル社と協力することを楽しみにしている。このプロジェクトを通じて、モンテネグロ中央銀行はモンテネグロ政府およびモンテネグロの学界と協力し、実用的なデジタル通貨または安全な通貨ソリューションを作成し、主要なブロックチェーン技術の機能と可能性をテストする。また、電子決済手段の可用性、安全性、効率性、規制の遵守、そして最も重要なエンドユーザーの権利とプライバシーの保護に関して、CBDC または国家ステーブルコインがもたらす可能性のある利点とリスクを分析する」と述べた。
2023年12月7日、パラオ共和国の財務省は、パラオ・ステーブルコイン（PSC）の試験運用の第1フェーズが成功裏に完了したことを報告した。第1フェーズは6月30日から9月29日まで実施された。また、報告書では、試験運用の第2フェーズにおいて、金融機関、規制当局、法的枠組み、参加事業者、およびユーザーをステーブルコイン・ネットワークに統合する強固なエコシステムの構築に焦点を当てることが提案された。このエコシステムは、トークン化およびデジタル化されたドルのシームレスな運用を支援し、安全かつ効率的なデジタル経済を促進することを目指す。また、ステーブルコイン・プログラムの今後の拡大に向けて、より多くの事業者や個人へのアクセス拡大と並行して、デジタルドル・システムの利点と機能について深く理解するための教育イニシアティブを推進することが重要であると説明した。パラオ・ステーブルコイン（PSC）は、パラオの居住者および訪問者に、銀行を物理的に訪れることなく、現金を扱うことなく、またはクレジットカードや他の電子決済システムに関連する高い手数料を支払うことなく、自国の通貨にアクセスし取引するための革新的で安全な方法を提供することを目標とする。2023年12月15日、パラオ共和国財務省のフィンテック・プロジェクト・マネージャーであるジェイ・ハンター・アンソン（Jay Hunter Anson）は、パラオ・ステーブルコイン（PSC）の試験運用の第2フェーズが開始されたことを報告した。

### ブロックチェーン金融への戦略拡大（2023年～）

#### カストディ事業への参入（2023年）
2023年5月、リップル社はMetacoを2億5,000万ドルで買収したことを発表した。この買収により、リップル社は2030年までに10兆ドルに達すると予想される成長中の機関投資家向けデジタル資産カストディ市場に参入することとなった。Metacoは、金融機関向けにデジタル資産のカストディおよびトークン化技術を提供するテクノロジー企業であり、その主力製品である「Harmonize」は、世界中の大手銀行や金融機関によって採用されていた。この買収により、リップル社は企業向けのサービスを拡大し、顧客に対してあらゆる種類のトークン化資産の保管、発行、決済を行う技術を提供することが可能となった 。
買収後、Metacoは「Ripple Custody」としてブランドを統一し、リップル社のカストディ事業の中核を担うこととなった。リップル社は、チームやカストディ事業の拡大を進め、ジュネーブに新たなオフィスを開設する計画も発表した 。この買収をきっかけに、リップル社は従来の決済ビジネスから、伝統金融（TradFi）と分散型金融（DeFi）を統合する包括的なデジタル資産インフラプロバイダーへと事業領域を拡大することとなった。

#### ステーブルコイン事業への参入（2024年）
2024年2月、リップル社はニューヨーク州銀行法に基づく限定目的信託会社であるStandard Custody & Trust Company（SCTC）の買収を発表した。SCTCは、デジタル資産の保管およびトークン化に関する規制されたプラットフォームを提供する企業であり、同社が保有するニューヨーク州信託免許を取得したことで、リップル社は米国での規制ライセンスのポートフォリオを拡大した。この買収発表の翌々月、リップル社はXRP Ledger（XRPL）およびEthereum（ETH）ブロックチェーン上で利用可能な、米ドル（USD）に1対1でペッグされたステーブルコインを発行する計画を発表した。
リップル社は、2024年6月にアムステルダムで開催された「XRPL Apex 2024」イベントにおいて、新たに発行予定の米ドル連動型ステーブルコインの名称を「Ripple USD（RLUSD）」と発表した。また、リップル社は同月SCTCの買収を完了し、同社CEOのジャック・マクドナルドが、リップル社のステーブルコイン担当シニアバイスプレジデントに就任することを発表した。
2024年10月、リップル社はRLUSDのグローバル・ディストリビューションに参加する最初の取引所パートナーおよび顧客を発表した。また、B2C2やKeyrockなどの主要なマーケットメーカーがRLUSDの流動性をサポートし、市場全体でのより広範な採用を促進することが明らかにされた。加えて、リップル社はRLUSDの諮問委員会を設置し、リップル社共同創業者兼会長のクリス・ラーセン、連邦預金保険公社（FDIC）前総裁のシーラ・ベア、パートナーズ・キャピタル副会長でCENTREコンソーシアム元CEOのデイビッド・プースが諮問委員に就任することが発表された。
2024年12月、リップル社はRLUSDを正式にローンチし、Uphold、Bitso、MoonPay、Archax、CoinMENAなどの主要な取引プラットフォームで利用可能となった。また、Bullish、Bitstamp、Mercado Bitcoin、Independent Reserve、Zero Hashなどの複数のプラットフォームにも数週間以内に上場されることが発表された。リップル社は、分散型取引所（DEX）や自動マーケットメーカー（AMM）といったXRPLのネイティブ機能をサポートするブリッジ資産のXRPと、エンタープライズグレードのステーブルコインを組み合わせることで、流動性の向上とグローバルなオン/オフランプが実現し、Ripple Payments（旧RippleNet）が大規模なクロスボーダー決済需要に対応可能になると語った。Ripple USD諮問委員会には、インド準備銀行元総裁のラグラム・ラジャン、ボストン連邦準備銀行の元第一副総裁兼最高執行責任者のケネス・モンゴメリーが新たに参加した。

#### プライムブローカー事業への参入（2025年）
2025年4月、リップル社はプライムブローカーのHidden Road Partnersを、12億5,000万ドルで買収することを発表した。この買収時点でHidden Roadは年間約3兆ドル相当の取引を決済し、300社を超える機関投資家の顧客基盤を有するマルチアセット・プライムブローカーであった。この買収により、リップル社はグローバルなマルチアセット・プライムブローカーを所有・運営する世界初の暗号資産企業となった。
リップル社は、Hidden Roadのプライムブローカレッジ商品において、同社の米ドル連動ステーブルコイン「RLUSD」を担保として使用することで、デジタル資産と伝統的金融市場間における効率的なクロスマージン取引を可能にする計画を発表した。さらに、Hidden Roadのポストトレード活動をXRP Ledger（XRPL）に移行することで業務効率化とコスト削減を図り、機関投資家向け分散型金融（DeFi）におけるXRPLの有望なブロックチェーンとしてのポテンシャルを実証するとした。
プライムブローカーを買収したことで、リップル社は「決済（Ripple Payments）、カストディ（Ripple Custody）、ステーブルコイン（RLUSD）、プライムブローカレッジ（Hidden Road）」というフルスタックの金融インフラを構築し、伝統金融（TradFi）と分散型金融（DeFi）を横断するサービス・エコシステムを形成することとなった。

## 社名とブランド
リップル社は、2012年9月に NewCoin, Inc. として設立され、設立後、間もなくして OpenCoin, Inc. に社名を変更した。
2013年9月26、社名が OpenCoin, Inc. から Ripple Labs, Inc. へと変更された。
2015年5月16日、リップル社は取引所に対し、XRPのシンボルとして同社のロゴを利用しないように求め、代わりにコミュニティ投票によって決定したシンボルを利用するように要請した。
2015年10月6日、リップル社は Ripple Labs から Ripple にブランド名を変更した。
2019年10月、リップル社は「Runs On Ripple」ブランドキャンペーンを行った。このブランドキャンペーンは、カンヌライオンズおよびエフィー賞の受賞者で、Appleの「Get a Mac」キャンペーンを手がけたことでも知られるクリエイティブ・ディレクターの曽原剛によって手がけられた。
リップル社の創業期の社名は NewCoin または OpenCoin であり、XRPの名前の由来がリップル社の社名であるというのは通俗的な誤解である。XRPの名称は、Rippleプロトコルのオープンな実装として開発された Ripple Consensus Ledger（現XRP Ledger）に由来するものである。
2025年1月27日、リップル社は全ての取引所やプラットフォームにXRPを「Ripple（リップル）」と表記しないように正式に要請し、同社がXRPの発行体ではないことを改めて明確にした。韓国のUpbit、Coinoneなどの取引所は、この要請に応じてXRPの表記を改めた。

## 製品とサービス

### Ripple Payments（旧RippleNet）
Ripple Paymentsは、従来のSWIFTネットワークに代わる分散型の決済ネットワーク、およびそれを構築するための金融機関向けエンタープライズ・ソリューションである。90以上の国・地域、55以上の通貨に対応し、24時間365日の即時グロス決済、トランザクションのリアルタイム追跡、コンプライアンス対応などを特徴とする。送金プロセスは、リップル社が提供するユーザーインターフェース上で管理され、レート確認、支払い実行、決済ステータスのリアルタイム追跡、レポート生成などに対応する。Ripple Paymentsのネットワークは世界のFX市場の90%以上をカバーし、単一の固定為替レートで2つの通貨をわずか3秒でブリッジすることが可能である。
Ripple Paymentsは、2017年8月にxCurrent、xRapid（現ODL）、xViaという3つの製品で構成されるRippleNetとしてリリースされた。xCurrentは、従来のコルレスリレーションシップを利用して送金を実現したい銀行や決済プロバイダーに対して、インターレジャー・プロトコルを応用した双方向メッセージングとリアルタイム決済を提供する製品であった。xRapidは、XRPをブリッジ資産として利用することでオンデマンドに流動性を調達し、ノストロ口座の残高を減らし、流動性コストを削減することを可能にする決済プロバイダーおよび銀行向けの製品であった。xViaは、RippleNet上の銀行や決済プロバイダーを通じて送金を行いたいユーザー向けに、共通化された単一のインターフェース（API）を提供した。これら3つの製品は、2019年10月に共通プラットフォームとしてのRippleNetに製品統合され、xRapidはODL（On-Demand Liquidity）へと名称が変更された。このプラットフォームの共通化により、従来の流動性スキームを利用する金融機関が、ODLにシームレスに移行することが可能になった。
リップル社は、2023年11月にRippleNetにXRPL DEXを統合したRipple Paymentsを発表した。Ripple Paymentsでは、リップル社が決済プロバイダーとなることで、Ripple Paymentsを利用する金融機関がXRPを購入、売却、保有することなく、リップル社がエンドツーエンドで決済を管理する「Ripple Payments Direct」が提供される。リップル社は米国の規制に対応するため、全米で送金業ライセンスを取得している。

### ODL（On-Demand Liquidity）
即時グロス決済を実現するRipple Paymentsは、主にメッセージング層と決済層のソフトウェアコンポーネントから構成され、決済層の流動性オプションとしてXRPをブリッジ資産として利用するオンデマンド流動性（ODL: On-Demand Liquidity）機能を提供している。ODLにより、事前のノストロ口座への資金調達を不要とし、XRPを介して即時に通貨を交換することで、為替コストと資本拘束を大幅に削減できる。また、XRPを利用することにより、伝統的な銀行間取引において生じるカウンターパーティリスク（取引先の信用リスク）を排除し、より安全かつ迅速な資金移動を可能にする。さらに、機械学習とAI機能を統合することで、ODLの流動性と外国為替管理の最適化が実現されている。

### Ripple CBDC Platform
Ripple CBDC Platformは、中央銀行や政府機関、金融機関が中央銀行デジタル通貨（CBDC）やステーブルコインを発行・管理するためのエンドツーエンドのソリューションである。このプラットフォームは、XRP Ledger（XRPL）の技術を基盤とした分散型運用モデルを採用しており、中央銀行は、自らが管理する独自のプライベート版台帳を作成し、検証ネットワークを運用したり、特定の機関を参加させたり、認可された機関に運用を完全に委託したりすることができる。
主な機能には、デジタル通貨の発行、流通、償還、無効化までのライフサイクル管理が含まれ、マルチシグ（複数署名）機能を活用した高度なセキュリティを提供する。また、商業銀行や非銀行金融機関が参加することで、機関間の決済や流通機能を管理・実行することが可能である。エンドユーザー向けには、個人や企業がデジタル通貨を保有・利用するためのウォレット機能も提供される。
このプラットフォームは、香港金融管理局（HKMA）、コロンビア共和国銀行、ジョージア国立銀行、ブータン王立財政庁、パラオ国立銀行、モンテネグロ中央銀行（CBCG）など、複数の中央銀行のパイロットプロジェクトで採用されており、金融包摂の促進や決済インフラの近代化を支援している。リップル社は20か国以上とCBDC計画について協議を行っており、それらの取り組みに基づき、Ripple CBDC Platformを強化し、中央銀行、金融機関、政府、商業銀行が新しいCBDCプラットフォームを使用して通貨計画やプロトタイプをカスタマイズできるよう支援している。

### Ripple Custody
Ripple Custodyは、リップル社が提供する銀行グレードのデジタル資産カストディ（保管）ソリューションである。このサービスは、暗号資産、法定通貨、実物資産（RWA）のトークン化と管理、24時間365日の資産移転と決済、秘密鍵の管理（MPCおよびHSM対応）など、包括的な機能を備えている。また、Ripple PaymentsやRipple USD（RLUSD）など、同社の他のソリューションとも統合されており、機関投資家に対して包括的なデジタル資産管理を提供している。 
Ripple Custodyは、2023年5月にリップル社が買収したスイスのカストディ企業Metacoの技術を基盤としている。さらに、2024年6月には米国のStandard Custody & Trust Companyの買収により、規制遵守の強化が図られた。これにより、Rippleは高度なセキュリティと規制対応を備えたカストディサービスを提供している。
主な特徴：
- 多様な資産のトークン化と管理：暗号資産、法定通貨、現実資産（RWA）など、幅広い資産のトークン化と管理が可能である[116]。
- XRP Ledger（XRPL）との統合：XRPL上での資産発行や、分散型取引所（DEX）へのアクセスを提供し、低コストでのトークン取引を実現する[116]。
- 高度なセキュリティとコンプライアンス：IBM Cloud HSM、IBM LinuxONEオンプレミスソリューション、Thales Luna、AWS CloudHSMなどのハードウェアセキュリティモジュール（HSM）との統合、Ellipticとの連携によるリアルタイムの取引モニタリング[119]、SOC 2 Type IIおよびISO 27001の認証取得など、銀行グレードのセキュリティと規制遵守を備えている[120]。
- ユーザーインターフェースの改善：OAuthやOIDCベースの外部IDプロバイダーとの統合により、企業顧客に柔軟で便利なログインオプションを提供する[116]。

Ripple Custodyは、BBVAスイス、HSBC、ソシエテ・ジェネラル-FORGE、DBS、DZ BANK、RULEMATCH、Archax、Futureverseなど、世界各国の主要な金融機関や暗号資産企業に導入されている。サービスはスイス、ドイツ、フランス、英国、米国、シンガポール、香港などの主要金融市場で提供されており、2024年10月時点の新規顧客数は前年比で250%増加している。 

### Ripple USD（RLUSD）
Ripple USD（RLUSD）は、リップル社が発行する米ドル連動型ステーブルコインである。2024年4月に発表され、同年12月に正式にローンチされた。RLUSDはXRP LedgerおよびEthereum上で発行される設計となっており、準備金は以下の資産クラスのいずれか、または複数で構成される。
- 満期まで3か月以内の米国財務省短期証券
- 米国財務省の短期証券、国債、または債券で完全に担保された翌日物のリバースレポ取引
- 米国政府系マネーマーケットファンド
- 預金口座

RLUSDはRipple Paymentsに統合されており、金融機関はRLUSDを広範な暗号資産エコシステムへのオンランプとして使用したり、顧客の希望する現地通貨で支払いを行うためのオフランプに使用したりすることができる。また、リップル社が2025年4月に買収したHidden Roadのプライムブローカー商品全体で担保として活用される。
RLUSDはSOC 2 Type II、ISO 27001、FIPS 140-2 Level 4、EAL 5+ Commonに準拠したRipple Custodyによってカストディ管理され、ステーブルコイン市場における信頼性向上と、分散型金融（DeFi）との統合を目指している。発行体は、リップル社の子会社でニューヨーク州金融サービス局（NYDFS）から限定目的信託憲章（Limited Purpose Trust Charter）を取得した適格保管機関（Qualified Custodian）のStandard Custody & Trust Companyである。RLUSD準備金のプライマリーカストディは世界最大のカストディ銀行として知られるバンク・オブ・ニューヨーク・メロンである。この仕組みにより、RLUSDは機関投資家が求める高水準の規制準拠とセキュリティを備えたステーブルコインとして位置づけられている。
RLUSDは、ステーブルコイン評価機関のBluechipから最高評価の「A」を付与されている。

## 歴史

### 設立前（2004～11年）
- 2004年
  - ライアン・フッガーが Ripplepay（Ripple payment protocol）を考案[128][129]
  - ライアン・フッガーが「Money as IOUs in Social Trust Networks & A Proposal for a Decentralized Currency Network Protocol」を発表[12]
- 2005年 - 
  - RipplePay.com が始動[16]
- 2008年
  - 11月 - Satoshi Nakamoto を名乗る人物が論文「Bitcoin: A Peer-to-Peer Electronic Cash System」を投稿[130][131][132][133]
- 2009年
  - 1月 - 検証システム上で世界初のビットコインが発行される[130][134][135][136]
- 2011年
  - 3月 - ジェド・マケーレブ（Mt.Gox創業者）がビットコイン技術を応用した「コンセンサス・アルゴリズム」を考案[16]
  - 3月 - アーサー・ブリット、デイビッド・シュワルツ、ジェド・マケーレブ、ステファン・トーマスがコンセンサス・レジャーの実装を開始[137]
- 2012年
  - 8月 - クリス・ラーセンE-Loan, Prosper創業者）が アーサー・ブリット、デイビッド・シュワルツ等のチームに参加[138]
  - 8月 - ライアン・フッガーがリップル・プロジェクトの指揮権をクリス・ラーセン等に譲渡[16]

### OpenCoin Inc. の設立（2012～13年）
- 2012年9月 - クリス・ラーセン等のチームが OpenCoin Inc. を設立[16]
  - 9月 - OpenCoin Inc. がライアン・フッガーのコンセプトに基づいた Ripple Transaction Protocol（RTXP）の開発を開始[16]
- 2013年1月 - Alan Safahi（ZipZap創業者）が OpenCoin Inc. のアドバイザーに就任[139]
  - 4月 - Andreessen Horowitz 等が OpenCoin Inc. に150万ドルを出資[140]
  - 5月 - Google Ventures, IDG Capital Partners 等が OpenCoin Inc. に140万ドルを出資[140]
  - 7月 - デイビッド・シュワルツが OpenCoin Inc. の取締役に就任[141]
  - 7月 - ステファン・トーマスが OpenCoin Inc. の最高技術責任者（CTO）に就任
  - 7月 - ジェド・マケーレブが OpenCoin Inc. を離脱[142]

### Ripple Labs Inc. と銀行市場へのシフト（2013～15年）
- 2013年9月 - OpenCoin Inc. が Ripple Labs Inc. に社名を変更[143]
  - 9月 - rippled と RippleClient のリファレンス実装がISCライセンスで公開[144]
  - 9月 - Greg Kidd (元FRB上級アナリスト) が Ripple Labs Inc. の最高リスク管理責任者（CRO）に就任[145]
  - 11月 - Ripple Labs Inc. が The World Community Grid でXRPの配布を開始[146]
  - 11月 - IDG Capital Partners 等が Ripple Labs Inc. に350万ドルを出資[140]
- 2014年1月 - Karen Gifford（元FRB法律顧問）が Ripple Labs Inc. の最高法令順守責任者（CCO）に就任[147]
  - 2月 - MIT Technology Review が Ripple Labs Inc. を 50 Smartest Companies に選出[148]
  - 4月 - スーザン・エイシー（経済学者）が Ripple Labs Inc. の取締役に就任[149]
  - 4月 - Ripple Labs Inc. が The World Community Grid でのXRPの配布を終了
  - 5月 - フィドール銀行 が Ripple Labs Inc. とパートナーシップを締結[150]
  - 5月 - ジェド・マケーレブが自身の保有する XRP を売却すると発表[151][152]
  - 5月 - クリス・ラーセンが自身の保有する70億XRP を寄付すると発表[153]
  - 6月 - Ripple Labs Inc. が NACHA に加盟[154]
  - 6月 - Astropay がリップルの採用を表明[155]
  - 7月 - Karl-Theodor zu Guttenberg（独元経済・科学技術相）が Ripple Labs Inc. のアドバイザーに就任[156]
  - 8月 - デイビッド・シュワルツ等が白書「The Ripple Protocol Consensus Algorithm」を発表[157]
  - 9月 - Cross River Bank がリップルの採用を表明[158]
  - 9月 - CBW Bank（Citizens Bank of Weir）がリップルの採用を表明[158]
  - 11月 - Ripple Labs Inc. と Earthport がグローバルパートナーシップを締結[159]
  - 11月 - Yantra Financial Technologies がリップルの採用を表明[160]
  - 11月 - Saldo.mx がリップルの採用を表明
  - 11月 - TAS Group がリップルの採用を表明[161]
- 2015年1月 - Gene Sperling（ホワイトハウス前経済顧問）が Ripple Labs Inc. の取締役に就任[162]
  - 1月 - Norman Reed（元DTCC法律顧問）が Ripple Labs Inc. の法律顧問（General Counsel）に就任[163][164]
  - 2月 - Ripple Labs Inc. が W3C のWeb Payment Interest Group に参加[165]
  - 2月 - Ripple Labs Inc. が CFSI（Center for Financial Services Innovation）に加盟[166]
  - 2月 - Antoinette O’Gorman が Ripple Labs Inc. の最高法令順守責任者（CCO）兼 BSA Officer に就任[167]
  - 2月 - フィドール銀行 が次期送金システムにRippleの採用を表明[168]
  - 2月 - American Banker が Ripple Labs Inc. を 20 Fintech Companies to Watch に選出[169]
  - 2月 - Fast Company が Ripple Labs Inc. を The World's Top 10 Most Innovative Companies Of 2015 In Money に選出[170]
  - 3月 - FinCEN が Bank Secrecy Act（銀行秘密法）違反で Ripple Labs Inc. に罰金の支払いを命令[171]
  - 3月 - 米カリフォルニア州が AB 1326（仮想通貨ライセンス・プログラム）を導入[172]
  - 3月 - 英財務省が仮想通貨取引への規制実施を発表
  - 3月 - Anja Manuel（元米国務省官僚）が Ripple Labs Inc. のアドバイザーに就任[173]
  - 3月 - Ripple Labs Inc. が IPFA（International Payments Framework Association）に加盟[174]
  - 4月 -ブラッド・ガーリングハウス（Yahoo!元上級副社長）が Ripple Labs Inc. の最高運営責任者（COO）に就任[175]
  - 4月 - Dilip Rao（金融技術の第一人者）が Ripple Labs Asia Pacific の代表取締役に就任[176]
  - 4月 - Ripple Labs Inc. が APACオフィスを開設[176]
  - 4月 - Western Union がリップルの実証実験を開始
  - 4月 - リップルがオートブリッジと NuDB をサポート[177]
  - 4月 - CBW Bank がリップルを統合したONE Cardを発表[178]
  - 5月 - FinCEN が仮想通貨取引業者の監査を開始
  - 5月 - Matthew Mellon（ニューヨーク共和党財政委員会会長）が Ripple Labs Inc. のグローバル・アンバサダーに就任[179]
  - 5月 - Ripple Labs Inc. がシリーズＡで2800万ドルを獲得[140]
  - 5月 - Feng Li が Ripple Labs Inc. の取締役に就任[180]
  - 5月 - Commonwealth Bank がリップルの採用を表明[181]
  - 6月 - Donald Donahue（DTCC前CEO）が Ripple Labs Inc. のアドバイザーに就任[182]
  - 6月 - FRB が Ripple Labs Inc. の Ryan Zagone を Faster Payments Task Force の運営委員に選出[183]
  - 6月 - Westpac Bank と ANZ Bank が Commonwealth Bank と共同でリップルの実証実験を開始[184]
  - 6月 - Royal Bank of Scotland がリップルを利用した実証実験を開始[185]
  - 6月 - Ripple Labs Inc. が Mirror Labs Inc. に出資[186]
  - 6月 - Bluzelle がリップルの採用を表明[187]
  - 7月 - Michael S. Barr（元米財務省官僚）が Ripple Labs Inc. のアドバイザーに就任[188]
  - 8月 - Ripple Labs Inc. が世界経済フォーラムでテクノロジー・パイオニア賞を受賞[50]
  - 8月 - Bret Allenbach（Paypal元最高財務責任者）が Ripple Labs Inc. の最高財務責任者（CFO）に就任[189]
  - 9月 - 米国先物商品取引委員会（CFTC）が暗号通貨を商品取引法（CEA）で管理されるコモディティであると認定[190]
  - 9月 - 米ニューヨーク州金融サービス局（NYDFS）がビットライセンスを義務化[191]

### Ripple Labs から Ripple へ（2015～16年）
- - 10月 - Ripple Connect と Ripple Stream を発表
  - 10月 - Ripple Labs Inc. が Interledger Protocol（ILP）を発表[192][193]
  - 10月 - Ripple Labs Inc. の Adrian Hope-Bailie が Interledger Payments Community Group の議長に就任
  - 10月 - W3Cの Interledger.org が始動[193]
  - 10月 - ステファン・トーマス等が「A Protocol for Interledger Payments」を発表[52]
  - 10月 - DH Corporation（D+H）が Global PAYplus への Ripple の統合を発表[194]
  - 10月 - Volante Technologies が リップルの採用を表明[195]
  - 10月 - IntellectEU が Ripple Labs Inc. とパートナーシップを締結[196]
  - 10月 - CGI（英語版）がリップルの採用を表明[197]
  - 10月 - Rabobank がリップルの採用を表明
  - 10月 - Bank of America Merrill Lynch が Sibos2015 でリップルの採用を表明[198]
  - 10月 - Westpac Bank が Sibos2015 でリップルの採用を表明[198]
  - 10月 - W3C が Web Payments Working Group を発足[199]
  - 10月 - Ripple Labs Inc. の Adrian Hope-Bailie が Web Payments Working Group の共同議長に就任
  - 10月 - Accenture がリップル製品の統合で Ripple Labs Inc. とパートナーシップを締結[200]
  - 10月 - SnapSwap がヨーロッパで初のビットライセンスを取得[201]
  - 10月 - Ripple Labs Inc. がシリーズＡで400万ドルを獲得[140]
  - 10月 - Mariano Belinky（Santander InnoVentures業務執行社員）が Ripple Labs Inc. の取締役に就任[202]
  - 10月 - Santander Bank がリップルの実証実験を開始[203]
  - 10月 - 欧州連合司法裁判所（ECJ）が仮想通貨売買に対するVAT（付加価値税）を免除[204]
  - 11月 - Steve Mollenkamp（元Oracle副社長）が Ripple Labs Inc. の Head of Channel Sales に就任[205]
  - 11月 - Jessie Cheng（元FRB法律顧問）が Ripple Labs Inc. の副法律顧問（Deputy General Counsel）に就任[206]
  - 11月 - Ripple Labs Inc. が Interledger Protocol（ILP）のリファレンス実装を公開
  - 12月 - Microsoft Azure Blockchain-as-a-Service（BaaS）がリップルをサポート[207]
  - 12月 - Forbes が Ripple Labs Inc. を The Fintech 50 に選出[208]
  - 12月 - H2 Ventures と KPMG が Ripple Labs Inc. を Fintech 100 に選出[209]
  - 12月 - Standard Chartered Bank、DBS Bank、Infocomm Development Authority of Singapore（IDA）がリップルの実証実験を開始[210][211]
- 2016年1月 - Earthport がリップルを利用した Distributed Ledger Hub（DLH）を始動[212]
  - 1月 - Ripple Labs Inc. のクリス・ラーセンがダボス会議に出席[213]
  - 1月 - SBIホールディングスが Ripple Labs Inc. に出資、発行済み株式の17%を取得[214]
  - 1月 - Ripple Labs Inc. と SBIホールディングスが合弁会社 SBI Ripple Asia の設立を発表[214][215]
  - 2月 - Ripple Labs Inc. が BAFT（Bankers Association for Finance and Trade）に加盟[216]
  - 2月 - ジェド・マケーレブが Ripple Labs Inc. と和解[217]
  - 2月 - Royal Bank of Canada がリップルを利用した実証実験を公表[218]
  - 2月 - Bank of America が Standard Chartered Bank と DBS Bank のパイロット・プロジェクトに参加[219]
  - 2月 - Crypto Facilities が XRP のデリバティブ市場開設のため Ripple Labs Inc. と提携[220]
  - 3月 - 日本政府が仮想通貨を公的な決済手段に利用できる「財産的価値」であるとする法改正案を閣議決定[221][222][223]
  - 3月 - Ripple Labs Inc. がロンドンオフィス（EU本部）を開設[224]
  - 3月 - Daniel Aranda が Ripple EU の代表取締役に就任[225]
  - 3月 - Patricia Pittomvils（元SWIFT重役）が Ripple EU の販売担当重役に就任[225]
  - 3月 - Ripple Labs Inc. が Innovation Project 2016 で Best B2B Innovation Award を受賞[226]
  - 4月 - Ripple Labs Inc. が NPCI（National Payments Corporation of India）に加盟
  - 4月 - Marcus Treacher（元SWIFT取締役）が Ripple Labs Inc. の Global Head of Strategic Accountsに就任[227]
  - 4月 - MIT がブロックチェーンの研究にリップルを採用[228]
  - 4月 - Ripple が FeeEscalation, MultiSign, SusPay, TrustSetAuth, Tickets をサポート[229]
  - 4月 - CGI（英語版） が Intelligent Gatewayへの Ripple の統合を発表[230]
  - 4月 - Expertus が Ripple Labs Inc. とパートナーシップを締結[231]
  - 5月 - SBIホールディングスと Ripple Labs Inc. が SBI Ripple Asia を設立[232]
  - 5月 - Deloitte が Temenos Community Forum 2016 で Temenos T24 への Ripple の統合を発表[233]
  - 5月 - Santander Bank が Apple Pay と Ripple を統合した iPhone用の決済アプリを発表[234]
  - 5月 - 仮想通貨を「財産的価値」と定義した改正資金決済法が参議院本会議で可決され成立[235]
  - 6月 - Expertus が Expertus Payment Platform への Ripple の統合を発表[236][237]
  - 6月 - Volante Technologies が VolPay に Ripple を統合するコンポーネントを発表[238]
  - 6月 - 米ニューヨーク州金融サービス局（NYDFS）が Ripple Labs Inc. にビットライセンスを承認[239][240]
  - 6月 - Ripple Labs Inc. がルクセンブルクオフィスを開設[241]
  - 6月 - ATB Financial, SAP, Accenture が Payments Panorama 2016   でリップルを利用した銀行間送金のデモを実施[242][243][244][245]
  - 6月 - UniCredit がリップルの採用を表明[242][243][244][245]
  - 6月 - UBS がリップルの採用を表明[242][243][244][245]
  - 6月 - ReiseBank がリップルの採用を表明[242][243][244][245]
  - 6月 - CIBC がリップルの採用を表明[242][243][244][245]
  - 6月 - National Bank of Abu Dhabi (NBAD) がリップルの採用を表明[242][243][244][245]
  - 6月 - Fortune が Ripple Labs Inc. を the 5 Hottest Companies in Fintechに選出[246]

## 提携

### 中央銀行
- ブータン王立財政庁 [66][67]
- パラオ国立銀行 [76][77][81]
- モンテネグロ中央銀行（CBCG）[78][79]
- 香港金融管理局（HKMA）[71]
- コロンビア共和国銀行[247]
- ジョージア国立銀行 [74]

### 商業銀行
- バンク・オブ・アメリカ [57][248]
- 三菱UFJフィナンシャル・グループ [249][250]
- スタンダードチャータード銀行 [251][252]
- サンタンデール銀行 [253][234][254]
- サイアム商業銀行 [248]
- DBS銀行 [251][252]
- ビルバオ・ビスカヤ・アルヘンタリア銀行（BBVA）[249][255]
- スカンジナビスカ・エンスキルダ・バンケン（SEB）[249]

2017年4月、リップル社はグローバルな取引のスピード、スケーラビリティ、コストを解決するために、60億ドル規模のスペインの大手銀行 BBVA を含む数十億ドル規模の銀行がリップルネットワークに参加したと発表した。
スペインの銀行グループ、サンタンデール銀行は2018年にOnePayFXをリリースした。これはブロックチェーン技術を使った国際決済用の最初のモバイルアプリケーションで、リップルの技術を使っている。

## 買収企業

### SimpleHoney
2013年4月、OpenCoin社（現在のリップル社）は、ジョイス・キムとエリック・ナカガワによって共同設立されたモバイルコマースを手がけるスタートアップ企業の SimpleHoney を買収した。この買収により、12人で構成されていたOpenCoin社のチームに新たに4人のメンバーが加わり、消費者エンゲージメントチームの中核を担うことになった。

### Logos Network
2019年9月、リップル社は決済プラットフォームの Logos Network を買収した。Logos Network は、速度とスケーラビリティに重点を置いた分散型台帳ベースの決済プラットフォームを開発していた。この買収後、Logos チームはリップル社の投資部門である Xpring に参加し、同社の創業者兼CEOであるマイケル・ゾホウスキ（Michael Zochowski）は、Xpring の DeFi プロダクト部門を率いることになった。Logos の買収は、伝統的な支払いソリューションを超えたリップル社の製品開発の多様化のための重要な一歩となった。

### Algrim
2019年9月、リップル社はアイスランドの暗号通貨取引企業 Algrim を買収した。この買収は、On-Demand Liquidity（ODL）製品の開発に貢献する人材の獲得を目的としたものであった。Algrimの6人のエンジニアリング・チームは、サンフランシスコ本社のODL製品の開発チームに加わった。

### Metaco
2023年5月17日、リップル社はスイスを拠点とするデジタル資産のカストディおよびトークン化技術プロバイダーであるメタコを2億5000万ドルで買収したことを発表した。この買収により、リップル社はカストディ、発行、およびトークン化された資産の決済に関する企業向け製品を拡大するという。

### Standard Custody & Trust Company
2024年2月、リップル社は機関投資家向けのデジタル資産のカストディ（保管）、エスクロー（第三者預託）、および決済プラットフォームを提供する Standard Custody & Trust Company の買収を発表し、同年6月に買収を完了した。Standard Custody & Trust Companyはニューヨーク州金融サービス局（NYDFS）から限定目的信託憲章（Limited Purpose Trust Charter）を取得した適格保管機関（Qualified Custodian）である。この買収により、リップル社は従来の製品ラインナップに加え、限定目的信託憲章に基づく規制環境の下で、ステーブルコイン事業への参入が可能になった。

### Hidden Road
2025年4月8日、リップル社はプライムブローカーの Hidden Road を12.5億ドル（約1,875億円）で買収すると発表した。この買収時点で、Hidden Road は300 社を超える大手機関投資家を顧客として抱え、市場全体で年間 3 兆ドルの取引高を誇る世界で最も急成長するプライムブローカーの１つであった。この買収により、Hidden Road のプライムブローカー製品全体でリップル社が手がけるステーブルコイン「Ripple USD（RLUSD）」を担保資産として活用することで、Ripple USD がデジタル資産分野と従来の市場の間でのクロスマージニングを可能にする初のステーブルコインとなった。また、Hidden Road の取引後のポストトレード活動を XRP Ledger に移行する方針が発表された。リップル社は Hidden Road のプライムブローカー、決済、融資プラットフォームの規模を拡大するために数十億ドルの資本を投入し、Hidden Road を世界最大規模の非銀行系プライムブローカーに成長させる計画を発表した。

## 本社とその他の拠点

### 北アメリカ

#### サンフランシスコ本社
2022年5月、リップル社はジャクソンスクエアのエンバーカデロ近くにあるバッテリー・ストリート600番地（600 Battery Street, San Francisco, CA 94111）に本社を移転する計画を発表した。この建物は、1927年から1938年にかけて2フェーズで建設された歴史的建造物で、1998年から2000年にかけて行われたこの施設の包括的な改装によって創造的なオフィス用に改装された。 この本社オフィス移転により、TMG Partners と Invesco の合弁事業により2019年に1億2,500万ドルで購入された12万4,000平方フィートの建物全体をリップル社が占有することになった。2023年12月12日、リップル社はこの新しいオフィスに正式に移転した。2011年から2024年までアメリカ合衆国環境保護庁の「Energy Star」認証を取得している。2025年8月、San Francisco Business Timesは、Madison Capitalがこの建物の購入準備を進めていると報道した。
移転前の本社オフィスは、カリフォルニア州サンフランシスコ金融街のモントゴメリー・ストリート315番地（315 Montgomery Street, San Francisco, CA 94104）にある、Vornado Realty Trust が所有する16階建てのビルの中にあった。2022年8月20日、Web3に積極的に取り組む福岡市の高島宗一郎市長がこのリップル社のサンフランシスコ本社を訪問している。

#### ワシントンD.C.
2019年10月、リップル社はワシントンD.C.に新しいオフィスを開設した。このオフィスは政策立案者への暗号通貨とブロックチェーンに関する教育を目的としている。ワシントンD.C.のオフィスは、ホワイトハウスや米国政府に近い場所に意図的に設置され、金融および技術の世界における暗号通貨とブロックチェーンの大きな利点について政策立案者に教育することを目指している。このオフィスは、リップル社のグローバルな拡大計画の一環であり、新しい技術と支払いシステムについて「言葉を広める」ための取り組みである。また、リップル社は Blockchain Association のロビー活動グループに参加しており、元米財務省官僚のクレイグ・フィリップスを独立取締役として招聘した。フィリップスの役割は、リップル社の政策リーダーシップチームに深みを加え、会社が成長するにつれて「戦略的な規制の機会」について助言することである。リップル社CEOのブラッド・ガーリングハウスは、このステップを業界の有利な規制に関する交渉において重要な段階であると述べている。

#### ニューヨーク
リップル社はニューヨークにオフィスを設置している。2016年6月13日、リップル社はニューヨーク州金融サービス局から仮想通貨ライセンスを取得し、ビットライセンスを持つ企業としては4番目の企業となった。

#### マイアミ
リップル社は2022年6月にアート地区ウィンウッドとミッドタウンの境界に建つ 14 階建て Class-A オフィスビル「The Gateway at Wynwood」（2916 N. Miami Ave.）の約6,500 sq ft（約600 m²）の区画を5年超の賃貸契約で取得した。開発会社の広報によれば、賃料の希望価格は1平方フィートあたり75ドルであった。この地域はクリプト企業の一大集積地としても知られ、2024年にはマイアミで同社の国際カンファレンス「Ripple Swell」や「XRP Community Night Miami」が開催され、中南米および米国東海岸市場に対応する地域ハブとして機能している。

#### カナダ・トロント
2022年6月、リップル社は重要なエンジニアリングハブとして機能するトロントのオフィスを発表した。この年、クリプト業界では人員削減や雇用凍結に関するニュースの発表が相次いだが、これとは対照的に、同社は世界で数百人の雇用拡大を行う計画を発表した。その一環として、当初トロントで50人のエンジニアを雇用し、応用機械学習科学者、データサイエンティスト、プロダクトマネージャーを含む数百人のブロックチェーン・ソフトウェア・エンジニアに拡大することを目標として発表した
。

### 南アメリカ

#### ブラジル・サンパウロ
2019年6月、リップル社はブラジルのオフィスを開設することを発表した。この発表は、2019年6月11日と13日に開催され、ブラジルの主要銀行が参加する CIAB Febraban で公式に行われた。ブラジルのオフィスの最初のディレクターには、金融サービス、決済手段、テクノロジーの分野で豊富な経験を持つルイス・アントニオ・サッコが就任した。

### アジア太平洋地域

#### オーストラリア・シドニー（APACオフィス）
2015年4月、リップル社はシドニーにAPACを統括するオフィスを開設し、オーストラリアの金融システムの第一人者であるディリップ・ラオがマネージング・ディレクターに就任することを発表した。このシドニーに開設されたAPACオフィスは、米国外の最初の拠点となった。

#### 日本・東京
2016年1月、リップル社は外部筆頭株主であるSBIホールディングスと合弁会社のSBI Ripple Asia株式会社を設立する覚書を交わし、同年5月18日から営業を開始した。出資比率は SBI 60%／リップル社 40%であり、リップル社の持分法適用会社であるが、同社のアジア戦略上の拠点として位置づけられている。設立時の代表取締役は、米国CyberCash社の日本法人サイバーキャッシュ株式会社（後のベリトランス、現DGフィナンシャルテクノロジー）の創業者として知られる沖田貴史が勤め、RippleNet（現Ripple Payments）のインフラを内国為替に応用する内外為替一元化コンソーシアムとマネータップの構築が行われた。

#### シンガポール
2017年9月、リップル社はシンガポールにオフィスを設置することを発表した。このとき、リップル社はシンガポールに拠点を置く理由を、同社の出資者であり、Ripple Committee（旧GPSG）のメンバーであるスタンダードチャータード銀行を含むアジア太平洋市場全体で急速に成長する顧客ベースをサポートするためであると説明している。スタンダードチャータード銀行は、2015年12月にシンガポールの情報通信開発庁（IDA）、DBS銀行と共同でリップル社のクロスボーダー決済システムの実証実験を開始し、2017年11月に RippleNet（現在のRipple Payments）を利用した送金を開始した。2023年6月、リップル社はシンガポール金融管理局（MAS）から原則承認ライセンスを取得し、10月に主要決済機関（MPI）ライセンスを取得した。

#### インド・ムンバイ
リップル社は2017年にインドのムンバイにオフィスを設置し、Citiグループ副社長、HSBC重役、NPCI取締役を歴任したナヴィン・グプタをカントリー・マネージャーに任命した。ムンバイはインドの主要な金融中心地の一つであり、この地域でのリップル社の事業展開に重要な役割を果たしている。ムンバイオフィスは、インドおよび近隣地域でのデジタル決済サービスとブロックチェーン技術の普及を目指すリップル社の戦略の一環として設立された。また、同社は2022年3月にベンガルールで「シニア・プロジェクトマネージャー、セントラルバンクス」の職務についての求人広告を出した。この求人広告は、中央銀行デジタル通貨（CBDC）のプロジェクトに関するもので、担当者はインド、シンガポール、アメリカ合衆国、またはイギリスに拠点を置く可能性があるとしていた。
ムンバイにオフィスを構えた後、2018年にリップル社はインドにも顧客を増やしており、その中にはKotak Mahindra Bank、Axis Bank、IndusIndといった有力銀行がリップル社のサービスの利用を開始したと発表している。

### 中東

#### UAE・ドバイ
2023年5月、リップル社はドバイ・インターナショナル・ファイナンシャル・センター（DIFC）の中心部にオフィスを開設したことを発表した。ドバイ・インターナショナル・ファイナンシャル・センターは、MENAの金融ハブとして機能する自由経済区として2004年に設立された。2023年11月、ドバイの金融規制当局であるドバイ金融サービス局（DFSA）は、ドバイ・インターナショナル・ファイナンシャル・センター内での XRP の使用を承認したと発表した。これにより、ドバイ・インターナショナル・ファイナンシャル・センター内のライセンスを取得したクリプト企業は、自社のサービスに XRP を組み込むことができるようになった。

### ヨーロッパ

#### スイス・チューリッヒ
リップル社はスイスのチューリッヒにオフィスを設置している。これは、同社が2019年5月29日に商業登記を取得したことから明らかになった。チューリッヒは多くの銀行が集まる都市として知られており、リップル社はこの地でのビジネス展開を進めている。また、同社はスイスの司法首都で、国際オリンピック委員会（IOC）の本部が置かれていることでも知られるローザンヌでも求人を行っている。

#### スイス・ジュネーブ
リップル社は2023年にスイスのカストディ企業Metaco（現Ripple Custody）を買収したことを受けて、同社のカストディ事業の拡大に対応するためにスイスのジュネーブに新オフィスを設立することを決定した。

#### イギリス・ロンドン
2016年3月、リップル社はイギリスのロンドンにオフィスを開設し、Swift、FIS、CGI、D+H、Tieto、VocaLinkなどの重役を務め、金融分野で約25年の経験を持つパトリシア・ピットンビルズ（Patricia Pittomvils）をセールス・ディレクターに任命した。ロンドンオフィスのマネージング・ディレクターにはダニエル・アランダ（Daniel Aranda）が就任した。

#### ルクセンブルク
2016年6月、リップル社はルクセンブルクにオフィスを開設した。ルクセンブルクのグザヴィエ・ベッテル首相はリップル社のサンフランシスコ本社を訪問し、「ルクセンブルクは常に革新的だ。これがルクセンブルクを世界有数のバンキングセンターにしたのだ」、「ルクセンブルクが新たな活動を展開している他の事業分野と同様に、金融分野でも革新的で創造的な思考が求められている。IT部門はルクセンブルクの戦略の重要な要素であり、フィンテックはルクセンブルクの革新と成長に大きな可能性を秘めている」と述べた。リップル社は、同社のパートナーの多くがサンタンデール銀行などのヨーロッパの金融機関であり、ヨーロッパは地域的にもクロスカレンシー決済ソリューションに対する強い関心を持つと説明している。

#### アイスランド・レイキャビク
リップル社のレイキャビクオフィスは、2019年9月に同社がAlgrimを買収することで誕生した。アルゴリズム取引／FX プラットフォーム構築で10年超の実績をもつAlgrimのエンジニアがODLの開発チームに加わり、アイスランドはリップル社のエンジニアリング拠点の1つとして機能している。

## 出資者
リップル社は14回以上の資金調達ラウンドを通じて、ベンチャーキャピタルを含む様々な出資者から合計2億9千380万ドルの出資を受けている。初期の出資者にはベンチャーキャピタルのアンドリーセン・ホロウィッツやGoogleの投資部門であるGoogle Venturesなどが含まれる。
日本のSBIホールディングスは、2016年1月にリップル社に約30億円を出資し、発行済み株式の17％弱を取得した。さらに、2016年9月に行われたシリーズBおよび2019年12月に行われたシリーズCで、同社の100％子会社でベンチャーキャピタルファンドの運用・管理を行うSBIインベストメントが運営する「FinTechファンド」を通じて追加の出資を行った。
| 日付           | 資金調達ラウンド | 出資者 | 出資額 （百万ドル） |
| -------------- | ---------------- | --- | ------------------- |
| 2013年4月11日  | エンジェル       | Vast Ventures, Pathfinder, Lightspeed Venture Partners, Digital Currency Group, Andreessen Horowitz, All Blue Capital                                                                        | 1.5                 |
| 2013年5月14日  | エンジェル       | Tim Kendall, Pantera Capital, IDG Capital, Google Ventures, Camp One Ventures | 1.4                 |
| 2013年11月12日 | シード           | IDG Capital, Hinge Capital, Core Innovation Capital, Camp One Ventures | 3.5                 |
| 2015年5月19日  | シリーズA        | Thirdstream Partners, Seagate Technology, RRE Ventures, Route 66 Ventures, Nurzhas Makishev, IDG Capital, Digital Currency Group, Core Innovation Capital, CME Ventures, Blockchain Capital  | 28                  |
| 2015年10月6日  | シリーズA        | Seagate Technology, Ruttenberg Gordon Investments, Mouro Capital (旧Santander InnoVentures), Knight Enterprise Fund, CME Ventures                                                            | 4                   |
| 2016年9月15日  | シリーズB        | Standard Chartered Bank, Seagate Technology, SCB 10X, SBI Investment, Mouro Capital (旧Santander InnoVentures), KG Investments, Hinge Capital, Dalip Jaggi, CME Ventures, Blockchain Capital | 55                  |
| 2019年12月20日 | シリーズC        | Tetragon Financial Group Limited, SBI Investment, Route 66 Ventures, Bossanova Investimentos                                                                                                 | 200                 |

## RippleNet Committee
2016年9月、バンク・オブ・アメリカ、カナダロイヤル銀行、サンタンデール銀行、スタンダードチャータード銀行、ウニクレディト、ウエストパック銀行が設立メンバーとなり、分散型金融技術に基づくグローバル決済を行う初のインターバンク・グループである「グローバル・ペイメント・ステアリング・グループ」（Global Payments Steering Group）が発足し、グループの会長に Depository Trust & Clearing Corporation（DTCC）の元社長兼CEOのドナルド・ドナヒューが就任した。このグループは、Ripple 決済取引ルールの作成と維持、Ripple を使用した活動の正式な基準、および Ripple 決済機能の実装をサポートするその他の活動を監督することを目的に設立され、後に「RippleNet Committee」へと名称が変更された。

### メンバー
2024年1月8日現在、RippleNet Committee は下記のメンバーから構成されている。
- バンク・オブ・アメリカ
- スタンダードチャータード銀行
- サンタンデール銀行
- サイアム商業銀行
- MoneyNetint
- Nium

リップル社のクロスボーダー決済ネットワークに参加する全てのネットワークメンバーは、RippleNet Committee により作成された機能標準と SLA を備えた共通のグローバル・フレームワークである RippleNet Rulebook を遵守する。

## XRPの保有と分配
2012年9月、XRP Ledger のネットワーク創設者は、デジタル資産関連のユースケースを構築できるようにするため、発行された1000億ユニットの XRP のうち80％をリップル社に譲渡した。ネットワーク創設者は、XRP の発行者として法的責任とリスクを負うため、残り20％の XRP を保持した。

### リップル社のXRP保有量
リップル社は2023年12月24日時点で、45,862,951,206 XRP を保持している。リップル社による XRP の保有量は、APIによってリアルタイムに取得することができる。リップル社は XRP を同社の決済システムの中核として位置づけており、ネットワークの立ち上げから2022年第4四半期までの取引の約60％が XRP を利用して行われていると発表している。

### XRPのロックアップ
2017年12月、リップル社は自社が保有する XRP のうち、550億XRP を XRP Ledger のエスクロー機能を利用してロックアップした。550億XRPは55のエスクローに分割されて保管され、2018年1月から毎月月初に10億XRPずつ55ヶ月かけてロックアップが解除される。分配されなかった XRP は月末に55ヶ月の期限を設定して再びエスクローによってロックアップされる。これにより、リップル社が１ヶ月間にコントロールできる XRP の数量が自主的に制限されている。

### XRPの循環供給量
2024年1月21日時点では、リップル社は保有する405億枚のXRPをエスクローにロックアップしており、51億枚を保有している(総発行枚数1000億枚、循環供給量543億枚)。

### ジェド・マケーレブによる売却
リップル社を辞めた共同創業者のジェド・マケーレブは、2014年5月に自己が保有する XRP を市場で売却することを発表した。この発表により XRP の価格は47%下落した。その後、リップル社はジェド・マケーレブとの裁判を通じて和解し、同氏が保有する XRP はリップル社が管理のもと、市場価格に影響を与えないペースで売却された。2021年9月、リップル社が管理していた最後の XRP がジェド・マケーレブに転送され、2022年7月までにジェド・マケーレブは全ての XRP を手放した。

## オープンな取り組みと支援

### RippleX
RippleX（リップルエックス）は、リップル社が推進するXRP Ledger（XRPL）の開発者支援・エコシステム拡張を目的としたイニシアチブであり、技術面から「価値のインターネット」（Internet of Value）の実現を支える中核的な部門である。RippleXは2018年5月に「Xpring」（スプリング）の名称でスタートアップ投資や技術支援活動を行うイニシアチブとして発足し、2020年10月に「RippleX」にリブランディングされた。
RippleXは主に次のような活動を行っている。
- 開発ツールとAPIの提供：RippleXは、開発者がXRP Ledgerを活用したアプリケーションやサービスを構築するためのソフトウェア開発キット（SDK）やWeb API、ライブラリを公開している。対象言語はJavaScript、Python、Java、Swiftなど幅広く、XRPL上での統合を支援する。

- XRPL Grants および XRPL Accelerator の運営：RippleXは、リップル社が資金提供する XRPL Grants および XRPL Accelerator プログラムを通じて、XRP Ledgerを活用したスタートアップや開発者を支援している。これらは、DeFi、NFT、デジタルアイデンティティ、サステナビリティなど多様な分野を対象としている。

- XRPL開発者コミュニティの拡充：RippleXは、開発者向けドキュメント、コミュニティイベント（XRP Ledger Apexなど）、テクニカルサポートを提供することで、XRPLの採用促進とオープンソースのエコシステムの強化に取り組んでいる。

RippleXは、XRP Ledgerのガバナンスや標準化にも貢献しており、XRP Ledgerのアップデートや新機能（例：Hooks、NFT標準、AMM機能など）の開発支援を行うほか、Github上でのコード提案・議論にも参加している。

### XRPL Grants
XRPL Grantsは、リップル社が支援する XRP Ledger（XRPL）上での技術革新を促進するための助成プログラムである。この取り組みは、開発者、研究者、スタートアップなどが XRPL を活用したアプリケーションやプロトコルを構築することを支援し、エコシステムの活性化を目的としている。
このプログラムでは、XRPLのユースケースに関するプロジェクトに対して、最大で20万ドルの資金提供が行われている。支援対象は分散型金融（DeFi）、NFT、実世界資産（RWA）のトークン化、開発者ツール、ユーザーインターフェースの改善など多岐にわたる。また、特定の地域やテーマに焦点を当てたラウンド（例：日本・韓国、ブラジル、AI統合など）も開催されている。
助成対象の選定には、リップル社が支援する大学ネットワーク「University Blockchain Research Initiative」（UBRI）に参加する学術関係者も審査に関与しており、技術的・社会的インパクトの両面から評価される体制が取られている。これまでに30か国以上から数百件の応募があり、XRPLを基盤とした多様な技術革新の基盤となっている。
XRPL Grantsの活動は、リップル社が推進する「価値のインターネット」（Internet of Value）のビジョンとも連動しており、開かれた金融インフラの拡大と社会的価値の創出を両立する取り組みとして位置付けられている。

### XRPL Accelerator
XRPL Acceleratorは、リップル社が支援するXRP Ledger（XRPL）上でのスタートアップや起業家向けの成長支援プログラムである。XRPL上における実用的かつ革新的なプロジェクトの構築と普及を目的としており、開発初期段階の企業や既に製品を展開しているプロジェクトを対象に、資金・技術・ビジネス支援を提供している。
このプログラムは、スタートアップの発展段階に応じて次の2つのコースに分かれている。
- Launchプログラム：XRPLやWeb3分野に新規参入する初期段階のスタートアップを対象とし、最大10万ドルの助成金、12週間のメンタリング、ビジネス戦略構築、技術統合支援などが提供される。

- Scaleプログラム：既にXRPL上で製品を展開しているスタートアップを対象とし、さらなる成長と市場拡大のための支援が行われる。ベンチャー投資家との接点構築や、デモデイでのプレゼンテーション機会も提供される。

XRPL Acceleratorは、シンガポールやロンドン、ドバイなど世界各地で開催されており、オンサイトとオンラインのハイブリッド形式で実施されている。プログラムには、リップル社の他にグローバルなイノベーション支援団体のTenity、ドバイ国際金融センター（DIFC）のイノベーションハブ、FENASBAC（ブラジル中央銀行職員協会連合）などがパートナーとして参加している。
この取り組みは、リップル社の掲げる「価値のインターネット」（Internet of Value）のビジョンと連動し、開かれた金融インフラの拡大とスタートアップ・エコシステムの活性化を両立する活動として位置づけられている。

### XRP Ledger Apex
XRP Ledger Apexは、リップル社およびXRP Ledger（XRPL）の開発者コミュニティによって主催される年次カンファレンスであり、XRPLの技術革新、活用事例、エコシステムの発展について議論・発表する国際イベントである。2021年に第1回が開催され、以降、XRPL上の開発者、企業、研究者、投資家などが一堂に会する主要な交流・発表の場として定着している。
このイベントは、XRPLのオープンソースの性質と分散型ガバナンスを反映しており、リップル社の開発支援部門である RippleX が中心的な役割を果たす一方で、独立開発者やスタートアップによる事例発表、技術提案、教育セッションなども数多く行われている。
主な特徴：
- 最新技術の発表：NFT標準、AMM（自動マーケットメイカー）、Hooks、トークン化などXRPLの新機能に関する発表。

- エコシステム支援策の共有：XRPL Grants や XRPL Accelerator など支援プログラムの最新情報。

- グローバルな開催地：過去にはマイアミ（2021）、ラスベガス（2022）、アムステルダム（2023）、アムステルダム（2024）などで開催。

- コミュニティの対話重視：XRPL Foundation、バリデータ運営者、スタートアップ、開発者が直接対話できる構成。

XRP Ledger Apexは、XRPLエコシステムの技術的方向性を共有・討論し、オープンなイノベーションを促進する場として位置づけられている。

## 社会貢献と寄付

### Ripple Impact
Ripple Impactは、リップル社が行う企業の社会的責任（CSR）活動の総称であり、教育支援、金融包摂、環境持続可能性などを柱に、ブロックチェーン技術を用いた社会貢献を目的としている。
この取り組みはもともと「Ripple for Good」として2018年に発足し、初期段階ではリップル社共同創業者のクリス・ラーセンとダグ・ゲイレンによって設立された非営利団体の RippleWorks と連携し、大学や非営利団体への寄付、金融包摂プロジェクトの支援などを行っていた。クリス・ラーセンは、この活動の理念を次のように述べている。
「私たちは独善的な破壊者であることをやめ、現実世界の問題を解決するものの構築に注力しなければなりません。ブロックチェーンのムーブメントをそこに集中させれば、20億人以上の銀行口座を持たない人々が、経済的な自立を遂げることができます。」
その後、活動の幅と認知度の拡大に合わせて、2020年10月に「Ripple Impact」へとリブランディングされた。リップル社は2023年12月に「Pledge 1%」に参加し、利益の1%をブロックチェーン・イノベーションの推進、金融サービスへのアクセス改善、炭素市場の拡大、従業員主導の地域貢献のために寄付することを誓約している。

### University Blockchain Research Initiative（UBRI）
University Blockchain Research Initiative（UBRI）は、リップル社が2018年に開始したグローバルな学術支援プログラムであり、ブロックチェーン技術、暗号資産、フィンテック、金融包摂といった分野における学術研究と教育活動の推進を目的としている。
このプログラムは、リップル社のCSR・社会貢献活動「Ripple Impact」の一環として位置づけられており、世界各国の大学や研究機関と提携し、資金提供、カリキュラム開発、共同研究、技術イベントの開催など、包括的な支援を行っている。初期にはペンシルベニア大学、マサチューセッツ工科大学（MIT）、高麗大学、ウォータールー大学などを含む17大学との提携から始まり、その後世界各地で提携校を拡大。2025年時点で日本の東京大学、京都大学を含む25か国以上の50以上の大学が参加している。
主な取り組み：
- 学術研究の助成：分散型金融（DeFi）、中央銀行デジタル通貨（CBDC）、暗号学、ガバナンス、規制などの分野における研究プロジェクトに資金提供。

- 教育カリキュラム支援：大学の講義やコース設計への協力、教材提供。

- XRPLの技術的応用：一部の提携大学では、XRP Ledger（XRPL）バリデータの運用や分散型アプリケーションの開発を通じた実践教育も行われている。

- 学生支援・コミュニティ形成：ハッカソン、ワークショップ、グローバルカンファレンス「UBRI Connect」[319]などを通じ、学生や研究者間のネットワークを強化。

リップル社は UBRI を通じて、アカデミアにおけるブロックチェーン人材の育成と、社会課題への技術的アプローチの開発を促進している。また、UBRIパートナーの一部大学では、XRPLバリデータの運用や、「Ripple Blockchain Collaboratory」といった共同研究拠点の設置も行われている。

### Ripple Blockchain Collaboratory
Ripple Blockchain Collaboratoryは、リップル社が大学とのパートナーシップの一環として設立する研究・教育拠点であり、ブロックチェーン技術、分散型台帳、フィンテックに関する実践的な研究・教育活動を推進するための施設である。この取り組みは、リップル社のグローバルな社会貢献活動「Ripple Impact」の一部であり、その中心的プログラムであるUBRI（University Blockchain Research Initiative）に基づいて運営されている。
Collaboratory（コラボラトリー）は、「コラボレーション（協働）」と「ラボラトリー（研究所）」を組み合わせた造語であり、大学内での学際的・国際的な研究・開発のハブとして機能している。Ripple Blockchain Collaboratoryは、ブロックチェーンとフィンテックのエコシステムにおける認知度とエンゲージメントの向上にも重点的に取り組む。具体的には、ブロックチェーンの変革の可能性に対する一般の理解を深めるためのセミナー、カンファレンス、ワークショップの支援などを行う。
設置大学：
1. ワイオミング大学：ワイオミング大学は、2022年5月に「Ripple Blockchain Collaboratory」を設立し、学術研究と実運用の橋渡しを行うことを発表した最初の高等教育機関となった[320]。Collaboratoryはリップル社の大学支援プログラムであるUBRI（University Blockchain Research Initiative）の取り組みの一環として同大学の Center for Blockchain and Digital Innovation と連携して設立された。同大学は XRP Ledger のバリデータノードを独自に運用しており、この取り組みを「ブロックチェーン教育、サイバーセキュリティ、エネルギー分野におけるブロックチェーンの応用、法学研究」に役立てるとしている。
2. トリニティ・カレッジ・ダブリン：2025年1月、リップル社はアイルランドのトリニティ・カレッジ・ダブリンと提携し、ヨーロッパ初となる Ripple Blockchain Collaboratory を設立した[322]。この拠点は、アイルランド政府が支援するAI・デジタルコンテンツの研究機関「ADAPT Research Centre」との共同運営のもと設置され、ブロックチェーン・フィンテック分野における教育・研究の促進を目的としている。特に、ゼロ知識証明（ZKP）やポスト量子暗号（PQC）、分散型ソーシャルメディアネットワークといった先端分野の技術的課題に取り組む研究が優先されており、リップル社からは UBRI を通じて2年間で20万ドルの助成金が提供された[321]。

## 参加する団体

### NACHA
2014年6月、リップル社は NACHA（The Electronic Payments Association）に加入した。NACHA は電子決済の世界で重要な組織で、地域単位での ACH の取組を統合する目的で1974年に設立された。NACHA は ACH ネットワークを管理しており、このネットワークは直接預金や直接支払いなど、アメリカの全ての銀行や信用組合の口座に到達する決済システムである。NACHA は、教育、認定、アドバイザリーサービスを提供することで、国の決済システムの進歩を支えている。NACHA は「National Automated Clearing House Association」の略称として今でも呼ばれているが、現在の名称は正確には「The Electronic Payments Association」である。

### IPFA
リップル社は2015年3月に IPFA（International Payments Framework Association）に加入した。IPFA は、IPFA フォーマット（ISO20022）を利用したクロスボーダーでの ACH の相互接続・送金手順の標準化により国際送金の効率化を目指す団体で、2009年の Sibos で構想が発表され、2010年2月に米 Fedと蘭独で ACH を運営する Equens（イークエンス）が主導して設立された。2015年10月に発表されたリップル社のクロスボーダー決済製品は、ISO20022 をサポートしている。

### Post-Trade Distributed Ledger Group（PTDL）
Post-Trade Distributed Ledger Group（PTDL）は2015年11月に設立され、ポストトレード投資業界の主要プレイヤーと規制当局を結びつけ、ブロックチェーン技術がポストトレード領域においてどのように役立つかについてのアイデアを共有し議論する役割を果たしてきた。このグループのメンバーには、ロンドン証券取引所グループ（LSEG）、LCH.Clearnet、ソシエテ・ジェネラル、CMEグループ、バークレイズ、BNPパリバ、UBS、ユーロクリア、ウニクレディト、CLS銀行、HSBC、ジャナス・ヘンダーソン、ステート・ストリート、Global Blockchain Business Council（GBBC）などの世界中の約40の金融機関や市場インフラプレイヤーが含まれた。これらの機関は、銀行業、資産管理、証券、市場インフラ、ブロックチェーン技術など、金融業界の広範囲にわたる部門を代表していた。2016年7月、リップル社のダニエル・アランダ（EMEA Managing Director）は、PTDLで「Global Leader in Distributed Financial Technology」と題したプレゼンテーションを行った。

### Global Blockchain Business Council（GBBC）
Global Blockchain Business Council（GBBC）は、2017年のダボスの世界経済フォーラムで設立された非営利の業界団体である。この団体は、ブロックチェーン技術とデジタル・アセット・コミュニティにおける主要な業界団体として、500以上の機関メンバーと109の法域および分野から231人のアンバサダーを擁している。GBBC の主な目的は、ブロックチェーン技術の採用と理解を進めることにあります。これを達成するために、ビジネスリーダー、規制当局、および世界の意思決定者に対してブロックチェーンを活用する方法について教育し、協力を促進しています。その活動を通じて、より安全で公平で機能的な社会の創造を目指しています。さらに、GBBC はブロックチェーン技術の革命的な特性を重視しており、投資家の約40％がブロックチェーンをインターネット以来の最も変革的な新技術と見なしていることを指摘している。この団体は、ブロックチェーン技術が第四次産業革命を推進する主要分野の一つであり、スマートな接続を業界やシステム間で可能にする多様な用途を持つと考えている。2018年9月、GBBC はリップル社が参加する Post-Trade Distributed Ledger Group（PTDL）と合併した。リップル社は GBBC のウェブサイトを通じて求人を行っている。

### 国際通貨基金（IMF）
国際通貨基金（IMF）は、2017年に金融と技術の分野で高い経験と尊敬を集めるリーダーから構成される High Level Advisory Group on FinTech と呼ばれるグループを設立した。このグループには業界の先駆者、規制当局者、弁護士、学者などが含まれる。このグループの目的は、フィンテックに関する IMF スタッフの理解を深めるための助言を提供することである。また、2016年に設立された IMF の Interdepartmental Working Group on Finance and Technology と密接に協力し、金融と技術の分野での発展に伴う経済的および規制的な意味合いを研究している。リップル社のクリス・ラーセンは、2017年からこのグループに参加している。IMF は、金融サービスにおける技術革新の広範な影響に焦点を当て、公共部門と民間部門の幅広い利害関係者との関与を深めており、このグループは、国家当局と国際機関の代表を強化することを目的として、2018年に19人に拡大された。さらに、2019年にはシンガポールで第2回の会合が開催され、データガバナンスとサイバーセキュリティを重要な領域として議論した。IMF のクリスティーヌ・ラガルド専務理事は、バリ・フィンテック・アジェンダをフレームワークとして、フィンテックに関する基金のメンバーとの関与を深めることを表明した。この会合では、フィンテックの完全な可能性を実現するためには、データガバナンスとサイバーセキュリティに関連する問題に取り組む必要があることが強調された。この2019年の会合には、リップル社のブラッド・ガーリングハウスCEOも参加している。

### INATBA
INATBA（International Association for Trusted Blockchain Applications）は、ブロックチェーン技術やその他の分散型台帳技術（DLT）を推進する目的で、欧州委員会によって2019年4月に設立された国際的な組織である。この組織は、ブロックチェーン技術の活用が期待される各セクターでの相互運用性のガイドラインや国際基準を策定し、政府当局との透明性の高い対話を実施することを目指している。リップル社は INATBA の創設メンバーとして2019年4月にこの組織に参加し、ブラッド・ガーリングハウスCEO により INATBA の設立に関する声明が発表された。

### 米国ブロックチェーン協会
米国ブロックチェーン協会（Blockchain Association）は、アメリカに拠点を置く業界団体で、ブロックチェーン技術とデジタル資産の業界のために活動している。彼らの使命は、ブロックチェーンの潜在力を促進し、この技術の成功を保証するための政策を形成することである。約100のメンバーから構成され、業界の主要な投資家、企業、プロジェクトが参加している。彼らは、米国におけるクリプト経済のための未来志向でイノベーションを支持する政策と規制フレームワークをサポートするために協力している。リップル社は2019年10月に米国ブロックチェーン協会に参加し、同社のミシェル・ボンド（Global Head of Governmental Relations）が同協会の役員に就任した。同年11月に発足された「Securities Law Working Group」（証券法ワーキング・グループ）の共同議長にはリップル社のベン・メルニッキ（Americas Head of Regulatory Affairs）が就任した。また、2020年1月にはブリアンヌ・マディガン（Head of Global Institutional Markets）が同協会の「Market Integrity Working Group」の共同議長に就任した。

### ISO 20022 Registration Management Group（RMG）
ISO 20022 Registration Management Group（RMG）は、ISO 20022 の登録プロセスを全体的に監督し、ISO TC68/SC9 に報告する最高位の ISO 20022 登録機関である。2004年に設立され、2005年1月に最初の会議を行った。RMG の役割は、金融サービスの情報交換のための高品質でグローバルに関連する ISO 20022 準拠のビジネスモデルの登録と維持を促進し、支援することである。RMG は、新しいメッセージのビジネス上の正当性を承認し、それらを一つ以上の標準評価グループ（SEG）に割り当てる役割も担っている。さらに、登録機関（RA）、技術支援グループ（TSG）、SEG、ISO 20022 メッセージを開発したい組織（提出組織）間の紛争において、RMG は「控訴裁判所」として機能する。リップル社は、2020年6月に RMG に参加した。

### デジタルユーロ協会（DEA）
デジタルユーロ協会（Digital Euro Association：DEA）は、プライベートおよびパブリックなデジタルユーロに焦点を当てた中央銀行デジタル通貨（CBDC）、ステーブルコイン、暗号資産、その他のデジタルマネー形式に関する専門知識、教育、コミュニティ、および協力を提供するために設立された、ドイツのフランクフルト・アム・マインに拠点を置くシンクタンクである。デジタルユーロ協会は、2022年2月に中央銀行デジタル通貨の研究開発でリップル社と提携した。2023年12月30日現在、リップル社はデジタルユーロ協会のゴールドメンバーである。

### 米デジタルドル・プロジェクト（DDP）
米デジタルドル・プロジェクト（The Digital Dollar Project：DDP）はアクセンチュアとデジタル・ドル財団（Digital Dollar Foundation）の共同プロジェクトである（デジタル・ドル財団は、元 CFTC 委員長の J・クリストファー・ジャンカルロ、アメリカの起業家のチャールズ・H・ジャンカルロ、元 CFTC 最高技術革新責任者のダニエル・ゴーファインによって、世界の金融システムと消費者の進化するニーズに対応するため、米国でデジタル通貨を導入することに関する探求と議論を促進することを目的として設立された非営利団体である）。このプロジェクトは、米国の中央銀行デジタル通貨（CBDC）、すなわち「デジタルドル」の潜在的な利点と課題について調査・議論することに重点を置いている。米デジタルドル・プロジェクトは、金融政策の有効性、金融の安定性を高め、米国連邦準備制度理事会（FRB）関連を含む既存の金融インフラと統合できるCBDCソリューションを特定することを目的としている。このプロジェクトには、商業機関、非営利団体、大学など様々なセクターからの参加者が参加し、パイロット、関係者会議、その他の審議プロセスを通じて、米国の CBDC の課題と機会を探る。米デジタルドル・プロジェクトは、2021年5月にデジタルドルを検証する5つのパイロット・プログラムを立ち上げると発表し、証券決済機関の Depository Trust & Clearing Corporation（DTCC）と共同で、CBDC を使用した際の米国市場のインフラ機能をテストする「Project Lithium」を開始した。リップル社は2022年8月に米デジタルドル・プロジェクトの CBDC テクニカル・サンドボックス・プログラムに参加した。

### 国際スワップデリバティブ協会（ISDA）
2023年8月、リップル社は国際スワップデリバティブ協会（ISDA）に参加した。国際スワップデリバティブ協会は、1985年にニューヨークで設立された店頭デリバティブ市場の参加者で構成される国際的な業界団体である。1985年に設立されたISDAは、ニューヨーク市に本部を置き、デリバティブ取引における標準契約であるISDAマスターアグリーメントを作成した。国際スワップデリバティブ協会は、金融商品マークアップ言語（FpML）というOTC デリバティブ業界の XML メッセージ標準を管理し、75か国に925を超えるメンバーを有している。国際スワップデリバティブ協会の主な目的は、デリバティブ市場の法的および政策的活動の管理で、特にISDAマスターアグリーメントによってデリバティブ取引の基本的な枠組みを提供している。

### 全米暗号通貨協会（NCA）
全米暗号通貨協会（National Cryptocurrency Association：NCA）は、2025年3月5日に設立された米国における暗号資産（暗号通貨）の理解促進と安全な普及を目的とする非営利の団体である。NCAは、暗号資産に関する正確で分かりやすい情報を提供し、一般市民が暗号資産を理解し、適切に活用できるよう支援することを目指している。リップル社は NCA の設立にあたり5000万ドルの助成金を提供し、会長にはリップル社の最高法務責任者のスチュアート・アルデロッティが就任した。

## 受賞歴と評価

### 2014年
- MITテクノロジーレビュー：「50 Smartest Companies」（2014年2月）[148]

### 2015年
- American Banker：「20 Fintech Companies to Watch」（2015年2月）[169]
- Fast Company：「The World’s Top 10 Most Innovative Companies Of 2015 In Money」（2015年2月）[170]
- 世界経済フォーラム：「テクノロジーパイオニア」（2015年8月）[50]
- フォーブス：「The Fintech 50」（2015年12月）[208]
- H2 Ventures, KPMG：「Fintech 100」（2015年12月）[209]

### 2016年
- PYMNTS：「Innovation Project 2016 : Best B2B Innovation Award」（2016年3月）[226]
- フォーチュン：「The 5 Hottest Companies in Fintech」（2016年6月）[246]
- フォーブス：「The Forbes Fintech 50 For 2016」（2016年11月）[355]

### 2017年
- CB Insights：「The Fintech 250」（2017年6月）[356]
- フィナンシャル・タイムズ：「The 10 fintech companies to watch」（2017年10月）[357]
- ビジネスインサイダー：「50 startups that will boom in 2018」（2017年11月）[358]

### 2018年
- フォーブス：「The Forbes Fintech 50 For 2018」（2018年2月）[359]
- LinkedIn：「The 50 most sought-after startups in the U.S.」（2018年9月）[360]
- CB Insights：「The Fintech 250」（2018年10月）[361]

### 2019年
- フォーブス：「The Future Of Blockchain: Fintech 50 2019」（2019年2月）[362]
- Good Place to Work：「The 70 Best Companies to Work For in the Bay Area」（2019年2月）[363]
- LinkedIn：「Top Startups 2019: The 50 hottest U.S. companies to work for now」（2019年9月）[364]
- CB Insights：「The Complete List Of Unicorn Companies」（2019年12月）[365][366]

### 2020年
- フォーチュン：「The 35 Best Small and Medium Workplaces in the Bay Area」（2020年1月）[367]
- フォーブス：「The Forbes Fintech 50」（2020年2月）[368]
- フォーブス：「The 10 Biggest Fintech Companies In America 2020」（2020年2月）[369]
- フォーブス：「Blockchain 50」（2020年2月）[370]
- CNBC：「Disruptor 50」（2020年6月）[371]

### 2021年
- CNBC：「Disruptor 50」（2021年5月）[372]

### 2023年
- Juniper Research Future Digital Awards 2023：「Sustainability in Fintech Innovation of the Year」（2023年5月）[373][374]
- Juniper Research Future Digital Awards 2023：「Platinum Prize for CBDC Innovation」[375]

### 2024年
- FinTech Breakthrough Awards 2024[376]
- Juniper Research Future Digital Awards 2024：「Platinum Prize for Best Cross-Border Payments Platform」[377]
- Juniper Research Future Digital Awards 2024：「Gold Prize for CBDC Innovation」[377]

## 日本市場における展開

### SBI Ripple Asia
SBI Ripple Asia株式会社は、日本の大手金融サービス会社SBIホールディングスとリップル社の合弁会社である。日本及びアジア地域において、リップル社の各種ソリューションの金融機関への拡販のほか、独自ソリューションの開発を行う。2016年1月に設立の覚書が締結されたことが発表され、同年5月に営業を開始した。
2016年8月、SBIホールディングス株式会社とSBI Ripple Asia株式会社は、株式会社横浜銀行と住信SBIネット銀行株式会社を発足メンバーとして「ブロックチェーン技術等を活用した国内外為替一元化検討に関するコンソーシアム」（国内外為替一元化コンソーシアム）を設立することを発表した。
2017年2月、SBI Ripple Asia株式会社とセコムグループでデータセンター事業を展開する株式会社アット東京は、XRP Ledger のバリデーター・ノードの運用を開始した。
2017年3月、SBIホールディングス株式会社とSBI Ripple Asia株式会社が事務局を務める内外為替一元化コンソーシアムは、リップル社のクロスボーダー決済製品を活用して外国為替に加え内国為替も一元的に扱う決済プラットフォームである「RCクラウド」の構築を完了した。同年3月、内外為替一元化コンソーシアムが、RCクラウドを基盤とするスマホ向け送金アプリケーションの「Money Tap」（マネータップ）を発表した。
2018年10月、内外為替一元化コンソーシアムが、Money Tap の一般サービスを開始した。これにより、日本国内で24時間365日、送金手数料無料での銀行間即時送金が可能になった。

### SBIレミット
2017年4月、SBIレミットはリップル社が手がける国際送金ネットワークRippleNet（現Ripple Payments）に参加した。
2017 年6月、SBIレミットはサイアム商業銀行と提携し、RippleNetを利用した日本-タイ王国間の国際送金サービスを開始した。
2021年7月、SBIレミットはRippleNetとXRPを利用した日本初の国際送金サービスを開始した。このサービスにはオンデマンド流動性（ODL）システムが採用され、SBIグループ傘下の暗号資産交換業者であるSBI VCトレードがXRPの流動性を提供する。これによりフィリピンを対象地域とするODLを利用する日本からの国際送金が実現した。
2023年9月、SBIレミットは Ripple Payments による XRP を利用したフィリピン・ベトナム・インドネシアの銀行口座への国際送金サービスの提供を開始した。この送金は、海外の送金先パートナーとしてリップル社が出資するTrangloとの提携により、顧客が現地法定通貨建てで送金を受領することを可能にしている。
2025年1月、SBIレミットはSBI新生銀行と国際送金サービスの提供で提携開始することを発表した。

## 訴訟

### FinCENとの和解（2015年5月）
2015年5月5日、FinCEN（金融犯罪取締ネットワーク）は、2013年に反マネーロンダリング（AML）法の追加に基づき、銀行秘密保護法に違反したとして、リップル社とXRP IIに70万米ドルの罰金を科した。FinCENの発表によると 「リップル社は、FinCENに登録することなく、マネーサービス事業者（MSB）として行動し、XRP として知られる仮想通貨を販売し、マネーロンダリングやテロリストの金融機関による使用から製品を保護するために設計された適切なアンチマネーロンダリング（AML）プログラムを実施・維持しなかったことにより、故意に銀行秘密保護法（BSA）のいくつかの要件に違反した。」リップル社は、リップルプロトコルの強化などの他の合意事項の中で、XRP と「リップルトレード」活動を登録されたマネーサービス事業者（MSB）を通じてのみ取引するという合意を含む、今後のコンプライアンスを確保するための改善措置に合意した。

### R3対Ripple訴訟（2017年9月）
2017年9月、R3はリップル社が合意した「最大50億XRPを$0.0085で販売するオプション契約」が履行されていないとしてリップル社を訴えた。これに対しリップル社は、R3が多くの契約上の約束に違反しながら、暗号通貨(XRP)の価値が30倍以上に上昇したのを見て日和見的に安価な販売を求めていると反論した。2018年9月、リップル社とR3は未公表の和解合意に達した。

### ライアン・コフィー対Ripple訴訟（2018年5月）
2018年5月3日、ライアン・コフィーという個人によってクラスアクションが起こされた。コフィー氏は「リップル社は XRP トークンの未登録販売を通じて数億ドルを調達するスキームを主導した。数十億ドルのコインを「何もないところから」作成し、「基本的に終わりのないイニシャルコインの提供」で一般に販売することで利益を得た。」と主張した。 コフィー氏は2018年1月初旬に650XRPのトークンを約2.6ドルの単価で約1,690ドル分購入し、数週間後に売却して初期投資の約32%にあたる約551ドルの損失を出したとしていたが、提訴から僅か3ヶ月後の同年8月に訴訟を取り下げた。

### SEC対Ripple訴訟（2020年12月）

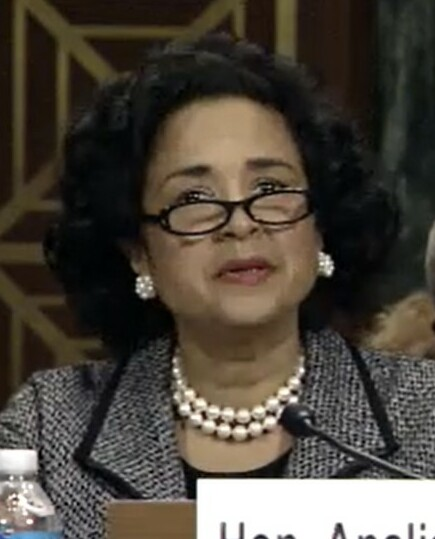
2020年12月から始まったSEC対Ripple訴訟を担当したアナリサ・トーレス判事

2020年12月22日、米国証券取引委員会（SEC）はリップル社とその幹部2人を1933年証券法第5条違反とその幇助をしたとして提訴した。米国証券取引委員会は、リップル社と共同創業者のクリスチャン・ラーセンとブラッドリー・ガーリンハウスCEOが、未登録の証券募集を通じて13億ドル以上の資金を調達したと主張した。ニューヨーク州マンハッタンの連邦地方裁判所に提出された訴状によると、米国証券取引委員会は XRP を「デジタル資産証券」と呼び、「XRP には投資以外の重要な用途は存在しない」と主張した。また、リップル社が「XRP とリップル社の事業およびその他の重要な長年にわたる保護についての適切な開示を、潜在的な（XRPの）購入者から奪った」と主張した。
2023年7月13日、ニューヨーク州南部地区連邦地方裁判所のアナリサ・トーレス判事は、略式判決を下した。判決文によると、アナリサ・トーレス判事はプログラム販売を通じたリップル社による XRP のセカンダリー市場への販売は、投資契約には該当しないとするリップル社に有利な判決を下した。一方、機関向けの販売については投資契約に該当し、証券法第5条の登録義務に違反したと判断された。2023年10月、米国証券取引委員会は幹部2人への訴訟の自主的な取り下げを裁判所に要請し、裁判所は要請に従い訴訟を棄却した。これにより、本件で幹部2人が再び訴えられることはなくなった。

## 論争

### リップル社がXRPの売上に依存している
2020年、Financial Times Alphavilleの記事は、リップル社が利益を維持するために XRP の売上に依存している可能性について報じた。

### ロビイストがホワイトハウスを出入り禁止になった
2025年5月、POLITICOの記事は、ドナルド・トランプ大統領のもとで長年にわたり代理人を務めるブライアン・バラードが、トランプによるクリプト準備金に関するTruth Socialへの投稿に関与し、投稿にXRPが記載されたことでホワイトハウスを出入り禁止になったと報じた。この報道は、SECとリップル社が裁判所に共同で和解合意書を提出したタイミングで行われたことから様々な憶測を呼んだ。この報道に対し、バラードと彼の事務所は「これまでの成功のおかげで、匿名の情報源からの虚偽の告発には慣れている」との声明を出した。バラードは、「これらの匿名の情報源の努力にもかかわらず、バラード・パートナーズは25年以上やってきたように、クライアントのために成果と効果的な提言を提供し続けます」と述べ、POLITICOの報道を否定した。また、POLITICOの記事は、その事件が起きたとする2025年3月以降も、ブライアン・バラードがホワイトハウスに出入りしている事実を確認しているとも述べている。POLITCOは、この報道を行ったわずか2週間前に、バラードが「ホワイトハウスと良好な関係を築いている」と報道していた。

## 不祥事
2020年10月、ニューヨーク・オブザーバー紙の編集長だったケン・カーソンが、婚姻関係の悪化の原因となったと同氏が非難する友人ら3人に対してサイバーストーキングなどを行ったとして、連邦検察により起訴された。ブルックリン連邦検事局によると、カーソン氏は、被害者の職場を繰り返し訪問し、雇用主に虚偽の苦情を申し立て、「悪意のあるサイバー活動」を行ったとされる。これらの行為は、同氏がニューヨーク・オブザーバー紙の編集長だった2015年の最後の2カ月に起こされたとされる。起訴状を発行された同氏は当局に自首し、ブルックリン連邦裁判所に出廷した。ラモン・レイエス判事は、カーソン氏に対し、事件の被害者と接触しないよう命じた。ケン・カーソンは、2017年2月にリップル社の役員に就任しており、この事件での起訴後に同社の役員を辞任した。